# Az eszperantó mozgalom Dombóváron
Az eszperantó mozgalom Dombóváron: a mozgalom elindítója Lehman György dombóvári segédjegyző volt. Giesswein Sándor a Magyar Országos Eszperantó Egyesület elnöke közreműködésével és a pécsi eszperantisták segítségével elindította az eszperantó nyelv oktatását és az eszperantizmus népszerűsítését Dombóváron, az 1920-as évek elején. A dombóvári eszperantisták Giesswein Sándor halálának dátumát tekintik a dombóvári eszperantó mozgalom kezdetének. Az első eszperantista szervezet 1928-ban alakult, ezt követte a második eszperantó szervezet Dombóvári Vasutas Eszperantó Szakkör néven. dr. Gyöngyössy György MÁV üzemorvos 1969-ben lett a szakkör vezetője. A '80-as évek közepén az alacsony taglétszám miatt a szekszárdi Lengyel Pál eszperantó klubhoz csatlakoztak az eszperantó nyelv művelői. 2005-ben létrejött a Dél-dunántúli Regionális Alapítvány, Kuratóriumi tagjai: G. Nagy Róbert elnök, Baksa József és Gelencsér Gabriella voltak 2008-ig, székhelye Dombóvár lett. 2008–2011 között a kuratóriumi tagok G. Nagy Róbert kuratóriumi elnök, valamint Kőszegi Csaba Valér és Rostás János. Az alapítvány új vezetőséget választott, így székhelye átkerült Zalaegerszegre 2011-ben. Dombóváron nem regisztrált civilszervezetként, DURA Dombóvári Eszperantó Barátok (röv.: DURA) néven tartják életben az eszperantót a helyi eszperantisták, az alábbiak alapján:

## Céljaik
Tolna vármegye, Baranya vármegye, Somogy vármegye eszperantistáinak és művelődni vágyó embereinek tevékenységét fogja össze és támogatja. Mindhárom megyében, de kivált Pécsett, Szekszárdon és Dombóváron vannak hagyományai az eszperantó nyelv tanulásának és az eszperantó klubéletnek.
(A DURA Dombóvári Eszperantó Barátok nem regisztrált civil szervezet továbbiakban: DURA)
Az egyesület vezetői:

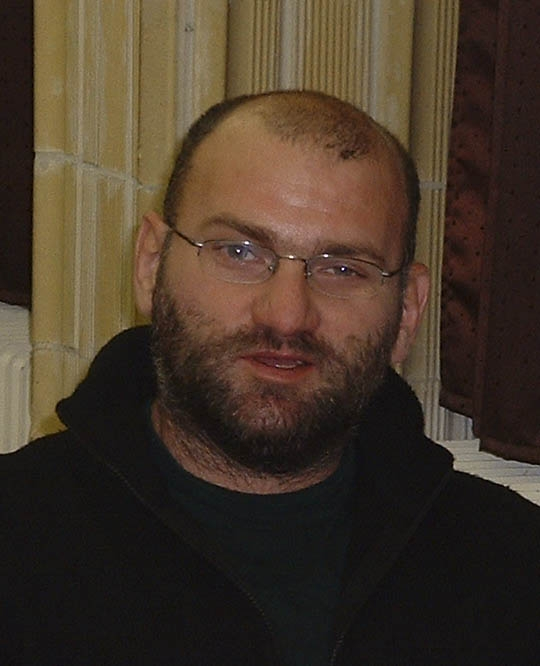
G. Nagy Róbert elnök
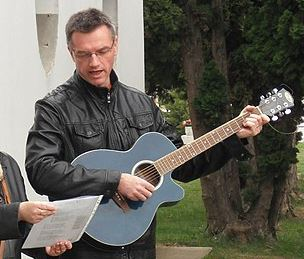
Kőszegi Csaba Valér vezetőségi tag
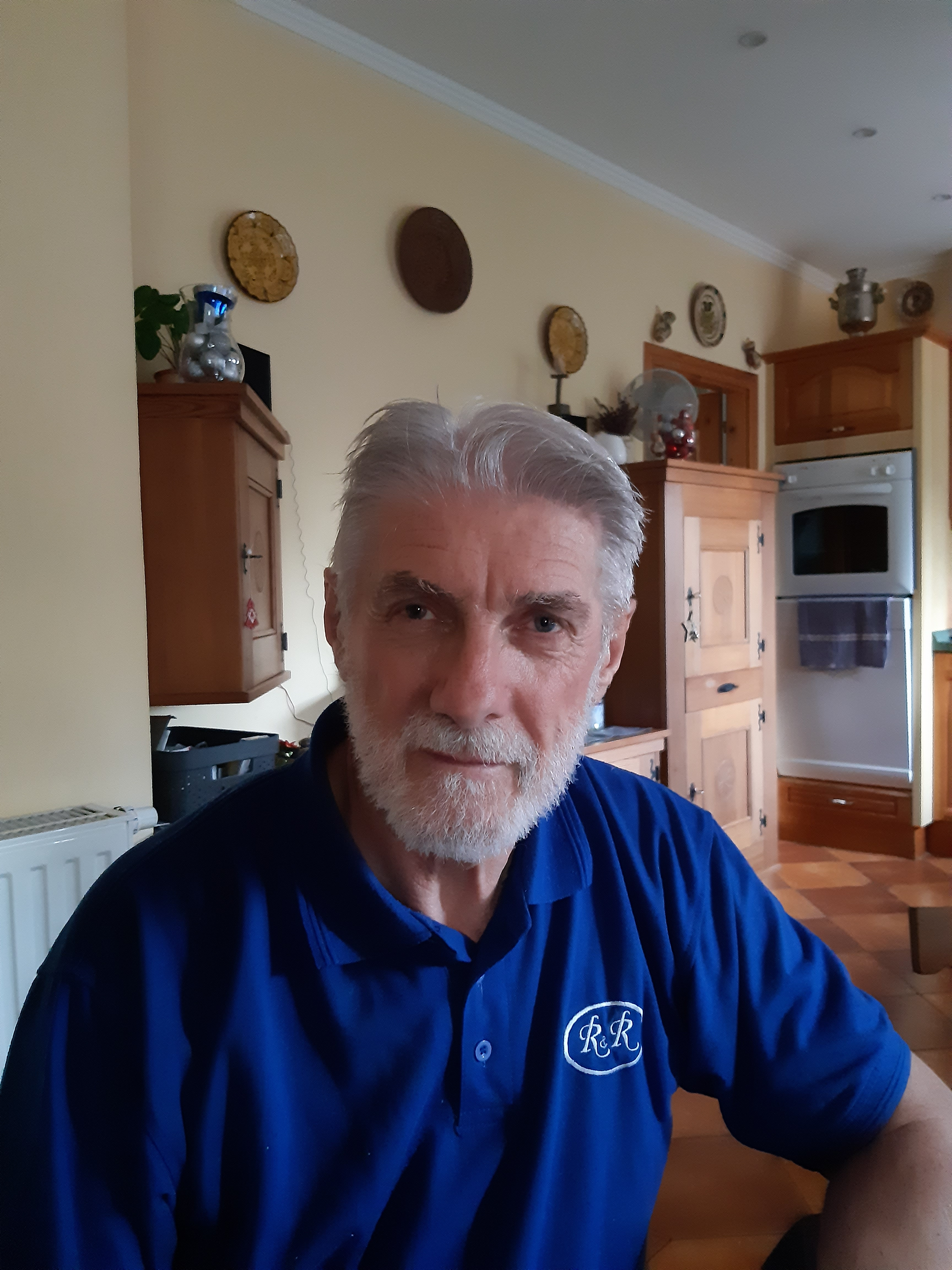
Rostás János vezetőségi tag

### A DURA a következő célok szerint tevékenykedik
1. Nemzetközi tevékenység:
Euroatlanti integráció elősegítése. Nemzetközi kulturális és szakmai cserekapcsolatok segítése.
Az Eszperantó nemzetközi nyelv előnyeinek népszerűsítése, gyakorlati alkalmazása, nyelvgyakorló klubok működtetése. A Lengyel Pál (nyomdász) nyomda Dombóvár, Eszperantó Park – Pécs, mint kulturális értékek megőrzése.
2. Ismeretterjesztés és közművelődési tevékenység:
Művelődési, közéleti események, művészeti programok szervezése. Hagyományőrzés, hagyományőrző csoportok és programok támogatása. A határon túli magyarok részére, illetve velük partnerségben vidék és közösségfejlesztő programok szervezése. Képességfejlesztés, ismeretterjesztés.
3. Jogvédő tevékenység:
Fogyasztóvédelem – fogyasztói jogvédelem.
Emberi és állampolgári jogok védelme. Nők és férfiak esélyegyenlőségét megcélzó tevékenység.
Részvétel mindenféle nyelvi diszkrimináció megszüntetése érdekében, a nyelvek egyenjogúságának, így a magyar nyelv megóvása érdekében.
4. Szociális tevékenység:
A szociálisan hátrányos helyzetű rétegek, csoportok segítésére irányuló szociokulturális tervek (projektek) szervezése.

### A DURA feladatai a fenti célok elérése érdekében
1. A lakosságot mindennapi, közhasznú információkkal látja el.
2. Anyagi és erkölcsi eszközökkel támogatja a közhasznú rendezvényeket, programokat.
3. Adományszervező tevékenységet folytat.
4. Önmaga kiállításokat, rendezvényeket szervez, írásos anyagokat, egyéb információhordozókat ad ki és árusít.
5. Céljainak megfelelő, főként nonprofit szolgáltatásokat alakít ki.
6. A célok megvalósítása érdekében pályázatokkal fordul a meghirdető szervezetekhez, egyéb pénzforrásokhoz.
7. Vállalkozási tevékenységet folytat vagy vállalkozásban részt vesz alapvető céljai és feladatai minél hatékonyabb és magasabb színvonalú ellátása érdekében, vagyis a vállalkozási tevékenység eredményét visszaforgatja alapcéljaira.
8. Kapcsolatot épít ki, együttműködik más civil, önkormányzati és gazdálkodó szervezetekkel helyi, országos és nemzetközi szinten.

## A dombóvári eszperantizmus

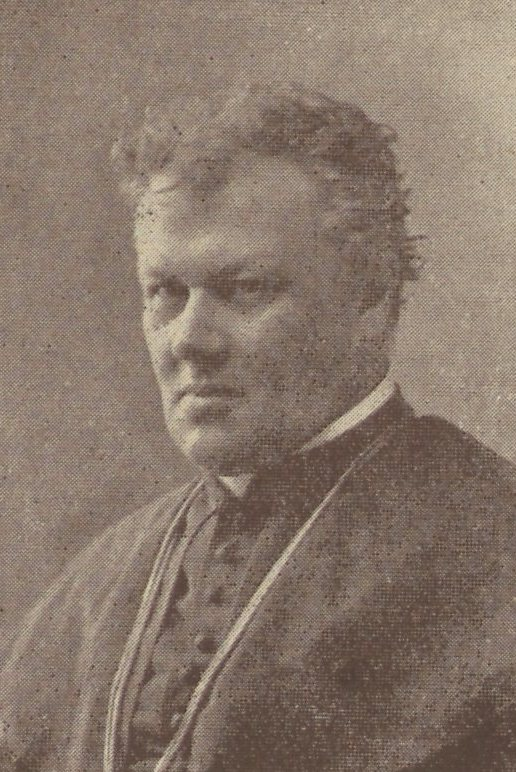
Giesswein Sándor

Nemzetközi áttekintés: 

### 1920-tól
Dombóváron az 1920-as évek óta intenzív eszperantista élet zajlik, itt található a DURA Dombóvári Eszperantó Barátok nem regisztrált civil szervezet székhelye is.
Az eszperantizmus indulásának körülményei: Szepessy László költő (1880–1915) Dombóváron az Erzsébet utca 48.-ban született, 1912–1915 között kérte fel őt Giesswein Sándor pápai prelátus, országgyűlési képviselő a keresztényszocialisták indulójának megírására. Lehman György közigazgatási jegyző (1901–1932) szintén Dombóváron született az Erzsébet utca 6.-ban. Giesswein Sándor ekkor volt a Magyar Országos Eszperantó Egyesület elnöke. Giesswein 1920-ban kezdte szervezni az Eszperantisták Nemzetközi Békeligáját, ezen szervező munka kapcsán ismerte meg a dombóvári születésű Lehman Györgyöt. A Békeliga 1923-ban létre is jön, de Giesswein Sándor is meghal. Dombóváron az eszperantisták innentől számítják az eszperantó mozgalom indulását.
Egyéb események:
- Trianoni békediktátum – 1920
- Megdől az Oszmán Birodalom, s megalakul a modern Törökország – 1923
- Adolf Hitler sikertelen hatalomátvételi kísérlete (sörpuccs) Németországban – 1923

Dombóvár első eszperantistája Lehman György (1901–1932) közigazgatási jegyző volt. Az 1910-es évek végén, az 1920-as évek elején kezdett eszperantóval foglalkozni. Eszperantó tanfolyamokat tartott a helyi iskolákban, pécsi eszperantisták segítségével. 1923-ban Giesswein Sándor megalapította az Eszperantisták Nemzetközi Békeligáját. Ennek köszönhetően meg is szilárdul az eszperantó Dombóváron, innentől indul a helyi mozgalom.
1928-ban megalakul az első dombóvári eszperantista csoport. A nemzetközi munkásmozgalom (Sennacieca Asocio Tutmonda – SAT) dombóvári csoportja.
1929-ben tartották Budapesten az I. Magyar Eszperantó Világkongresszust, melynek hatására nagy lendületet kapott az eszperantó mozgalom, így kezdett el két dombóvári MÁV dolgozó foglalkozni az eszperantóval, Borza József (1911–1997) és Tóth József.
1934-ben Tolna-Somogy-Baranya megyékben megalakították a Magyar Munkás Eszperantisták Szövetségének Dél-dunántúli titkárságát. Prasznig Irén 9 hónapot, Audi Sándor, May Zoltán 3-3 hónap büntetést kaptak érte.
1934-ben Borza József, Audi Sándor és még néhány dombóvári fiatal kísérletet tett egy eszperantista csoport megalakítására, de engedélyt nem kaptak, így a valamikori Járásbíróság előtti parkban jöttek össze az eszperantó nyelv gyakorlásának céljából.
A II. világháború és a hidegháború idején nincs adat a dombóvári eszperantó életről. Sztálin 1953-ban bekövetkezett halála után Borza József vasutas eszperantó klubot (szakkört) alapított. A klub elnökévé dr. Réh Dezső MÁV üzemorvost, majd később (1969?) dr. Gyöngyössy György szintén MÁV üzemorvost választották.

### 1957-től
1961-ben mintegy 10 fő volt a dombóvári vasutas eszperantó csoport taglétszáma. 1962-ben a Magyarországon működő vasutas eszperantó klubok közül a Budapesten, Dombóváron, Dunakeszin, Hódmezővásárhelyen, Miskolcon, Székesfehérváron működő csoportok voltak a legeredményesebbek.
1963. december 15-re sikeres Zamenhof-ünnepséget szervezett a dombóvári eszperantista vasutas csoport. Réh Dezső, vasutas orvos, a klub elnöke mondott ünnepi beszédet. Közzétettek egy plakátot is a napi programokról, melyeket a városi és a Vasutas Művelődési Házban rendeztek. Ezen a plakáton olvasható a havi négy eszperantó tanfolyam, hétfőnként és négy alkalommal csütörtökönként klubnap, mindkettő a Vasutas Művelődési Házban.
1964. július 25–26-ra Réh Dezső, Horváth Rozália és Borza József sikeres eszperantó találkozót szervezett Dombóvárra. Réh Dezső klubelnök üdvözölte a részvevőket. Ezen a napon 12 tanfolyam hallgató tett írásbeli és szóbeli vizsgát. A vasárnap délelőtti összejöveteleken Bácskai István, Balkányi Pál és Pechan Alfonz tartottak tájékoztatót. Feledi Ildikó Baghy Gyula: Rusa samovaro c. versét szavalta. (Baghy Gyulát is meghívták, de betegség miatt nem tudott jelen lenni, üdvözlő táviratot küldött.) Vasárnap délután filmeket vetítettek külföldi eszperantista találkozókról, s kiosztották az eszperantó nyelvből sikeresen vizsgázóknak az „A” oklevelet.

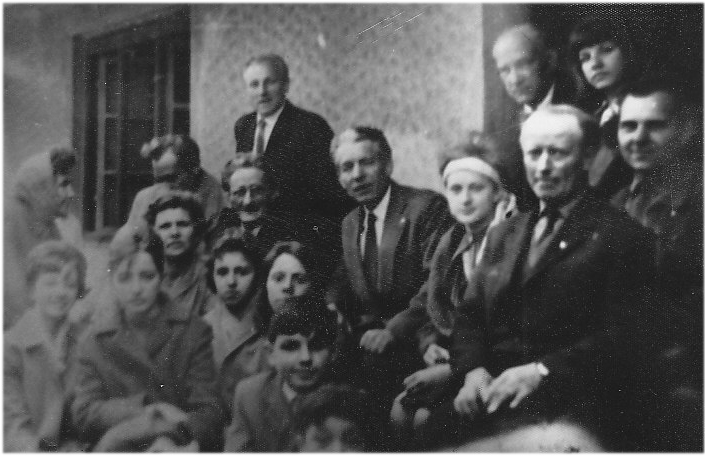
Dombóvári eszperantisták Abaligeten, Máthé Kálmánné felvétele, 1966

1966-ban Budapesten rendezték meg II. Magyar Eszperantó Világkongresszust. Ezen a kongresszuson Dombóvárról 13 fő eszperantista vett részt.
Nagy természetbarátok az eszperantisták, az 1960-as, 1970-es években a dombóváriaknak is egyik kedvenc kirándulóhelye volt Abaliget. 1977-ben állítottak is ennek az emlékére egy rombusz alakú követ az Abaligeti-barlang bejárata mellett, zöld ötágú csillag van felül, alatta az emléktábla szövege: Eszperantista Természetbarátok/ 10. nemzetközi találkozója/ emlékére állította/ 1977-ben/ Magyar Természetbarát /Szövetség /Magyar Eszperantó/ Szövetség.
1967-ben az eszperantista vasutas szakosztály minden csütörtökön megtartotta klubnapját, s a már hagyományossá váló eszperantó bált a helyi gimnázium szakcsoportjával.
1968-ban megélénkült az élet a dombóvári eszperantó csoportban. Február elején heten részt vettek a Győrben megrendezett eszperantó karneválon. Február 29-én otthon, Dombóváron szerveztek irodalmi estet, melyre Polecsák Sándort is meghívták Komlóról. Májusban hét tag készült részt venni a XX. IFEF (nemzetközi vasutas találkozó) kongresszuson, Várnában.

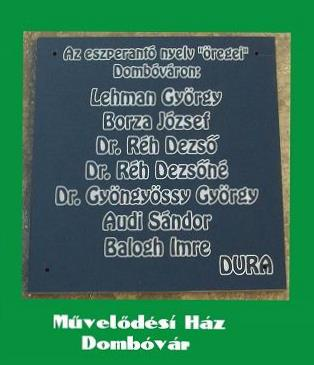

1974-ben 10 fő fölött volt a dombóvári eszperantisták taglétszáma a MÁV Szakosztályban:
- Audi Sándor
- Balogh Imre
- Borza József
- Borza Józsefné
- Gyöngyössy György
- Horváth Béla
- Horváth Béláné
- Reidinger István
- Réh Dezsőné
- Szijártó Emilia
- Törőcsik Árpád

### 1975-től
Az 1970-es évek közepétől hullámvölgybe került az eszperantó mozgalom Magyarországon, amely a szovjet neosztálinista irányvonal nyomásának következménye lehetett. A dombóvári csoport küldötte, Törőcsik Árpád arról számolt be a Hungara Fervojista Mondo szerkesztőségének, hogy sem a lakosság, sem a vasutasok nem érdeklődnek kellőképpen az eszperantó iránt, nem tud jó hírekről beszámolni.
1975. december 22-re a dombóvári eszperantista vasutasok Zamenhof-ünnepet szerveztek. Ünnepi beszédet az eszperantista csoport elnöke, Gyöngyössy György mondott. Zamenhof nyelvi munkásságáról Borza József tartott előadást, néhány Zamenhof verset is felidézett. Az ifjúsági csoport Baghy Gyula költeményeket adott elő, és eszperantó nyelvre fordított magyar népdalokat énekelt. A csoport hölgytagjai megvendégelték a klub tagjait, beszélgettek és közösen énekeltek. A csoport elnöke az ifjúsági csoport tagjainak jelvényeket adott át.
1976-ban Gyöngyössy György arról számolt be, hogy néhány városban vannak jó eredmények, de van számos település, amely nem tud eredményeket felmutatni. Felveti, hogy azon kellene gondolkodni, hogyan tudnának több hívet megnyerni az eszperantó mozgalom számára.
Áttörés az 1980-as évek elején következett be, amikor a SZOT és a Hazafias Népfront védnöksége alatt megalakultak a Magyar Eszperantó Szövetség megyei csoportjai. Somogy és Tolna megyében 1982-ben, legutoljára szerveződtek meg a MESZ helyi csoportjai, Pallós Istvánné, a szövetség területi bizottságának elnöke számolt be erről.
A két országos hatáskörű szervezet megyei testületei ösztönzést adtak számos kisebb településen is az eszperantó klubok megalakulásának, főleg azokon a helyeken, ahol korábban is élénk eszperantó élet folyt, köztük Paks, Németkér, Zomba, Tamási, Simontornya. A pangás éveiben is keresték egymást az eszperantisták, akik megszokták az eszperantó klubéletet, azok hiányolták, Csurgó László például Pécsről Tamásiba kerülve hiányolta az eszperantó életet.
Mostoha körülmények közt is továbbadták az eszperantó nyelvtudást, például Kincses Lajosné zombai pedagógus, Gyöngyössy György MÁV szakorvos. Szigeti Károlyné munkásasszony, mihelyt lehetett, gyermekeit is vitte az eszperantó klubba. Audi Sándor dombóvári kőműves még 1929-ben, nővére hatására tanulta meg az eszperantó nyelvet, s a két világháború közt még a gimnáziumban is tanított eszperantót, sőt még nyugdíjas korában is. Az ő külön óráinak sokan köszönhetik az eszperantóban való jártasságukat Dombóváron.
1983-tól talán Tolna megye egyik legélénkebb eszperantó klubja működött Dombóváron, egyre több új fiatal tag lépett be a klubba. A szervezésben és a vezetésben részt vállaltak a tapasztalt idősek, akik még az 1920-as években sajátították el a nyelvet, Audi Sándor, Borza József, Balogh Imre, s csatlakozott hozzájuk Hír Erzsébet, a fiatal MÁV orvos, majd Béldi Judit fiatal ügyvéd, Lehoczkyné Pörös Eszter tanár. Balogh Imre még a Viharsarokból, Orosházáról került Dombóvárra, s nagyon megörült, hogy Dombóváron is van eszperantó klub, már korábban is eszperantista volt, rokona, Darvas József író révén. A klub tagjai minden hét csütörtökjén rendszeresen találkoztak, egy órahosszát intenzív nyelvtanfolyammal töltöttek, utána együtt maradtak beszélgetni.

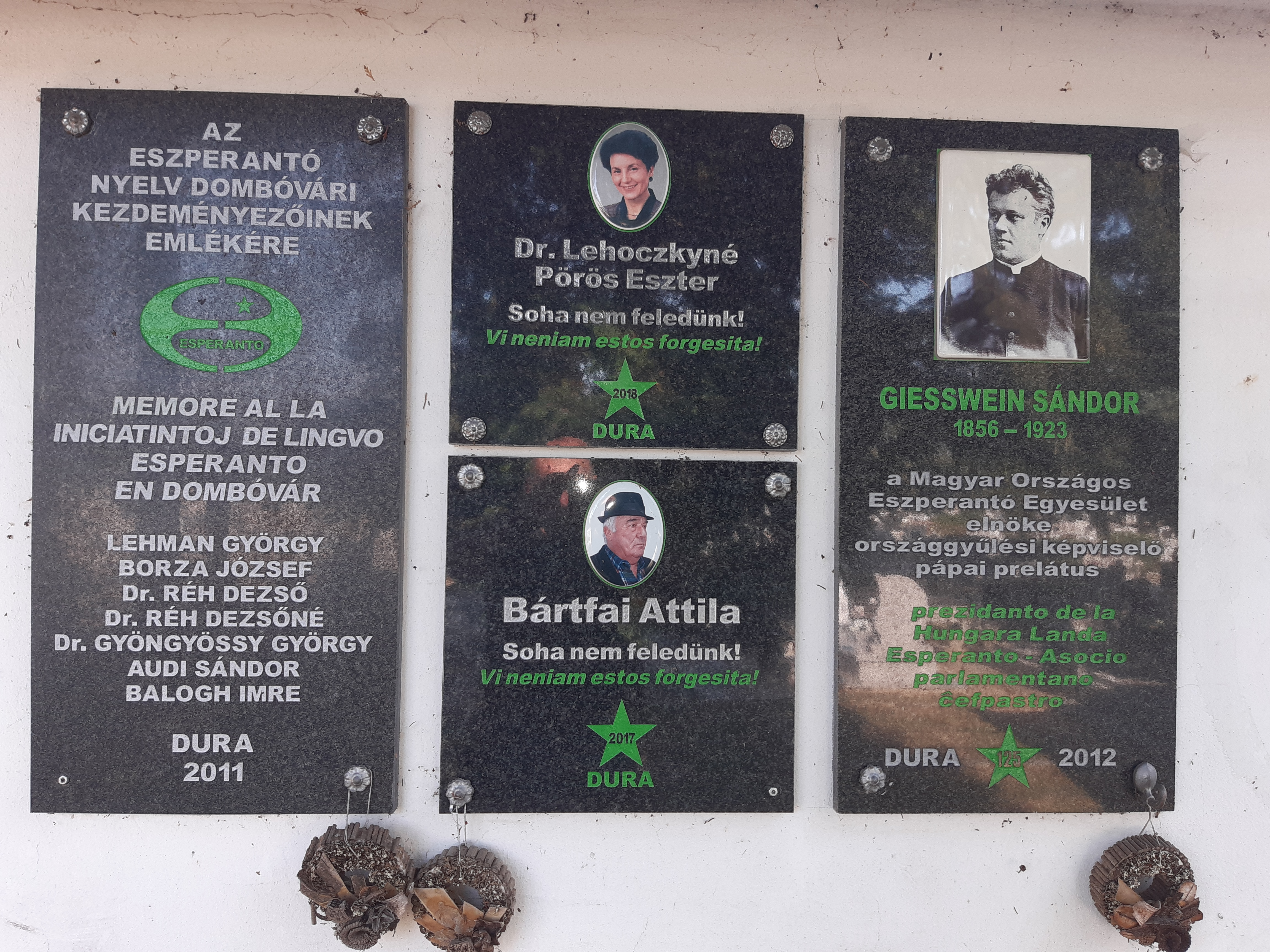
Az Eszperantó Pantheon Dombóváron

1983-ban immár harmadszorra Budapesten rendezte meg az Eszperantó Világszövetség soron következő 68. kongresszusát. A dombóváriak Gyöngyössy Györgyöt, Lehoczkyné Pörös Esztert és Audi Sándort delegálták a kongresszusra, végül Gyöngyössy és Lehoczkyné ment el. Az 1983-as balatonfüredi vasutas eszperantó találkozóra is delegáltak dombóvári eszperantistákat, bár kifejezetten a vasutas eszperantó szakosztály már nem működött Dombóváron. 1983-ban Zamenhof-estjüket összekötötték egy eszperantó kiállítással, amelynek anyagát eszperantista öregjeik emlékeiből gyűjtötték össze.
A tamásiakkal, majd a szekszárdiakkal tartották a kapcsolatot a dombóvári eszperantisták, taglétszámuk azonban erősen csökkent, az eszperantó klubélet hanyatlott, már csak alkalomszerűen jött össze 6-8 eszperantista.

### 1985-től
G. Nagy Róbert 1985-ben került az eszperantó mozgalomba Pécsett. 1987-ben nagy érdeklődést keltett Kelet-Európában a Lengyelországban megrendezett 72. Eszperantó Világkongresszus, amelyen részt vett a dombóvári G. Nagy Róbert (KN-ro: 4085) és a kaposvári Fiolás Antal (KN-ro: 4031). Oly nagy volt az érdeklődés, hogy Dombóvárról Rostás János is jelen volt.
1988-ban a 73. Eszperantó Világkongresszust Hollandiában tartották, a dél-dunántúli régióból a dombóvári G. Nagy Róbert (KN-ro: 1212) és a kaposvári Filotás Antal (KN-ro: 1195) vett részt. Innentől kezdve G. Nagy Róbert a szekszárdi Lengyel Pál Eszperantó Klubhoz tartozott a néhány megmaradt dombóvári eszperantistával együtt. A dombóvári G. Nagy Róbert (KN-ro: 1629) mint a szekszárdi Eszperantó Klub küldötte vett részt az 1995-ben a Finnországban megrendezett 80. Eszperantó Világkongresszuson.
1997-ben Ausztráliában rendezték meg a 82. Nemzetközi Eszperantó Világkongresszust Adelaide-ben, melyen a dombóváriakat ezúttal is G. Nagy Róbert (KN-ro:634) képviselte. A kongresszusi tapasztalatok révén elektronikus eszperantó szótár szerkesztésébe kezdett G. Nagy Róbert, s rengeteget fáradozott az eszperantó nyelv népszerűsítésén multimédiás eszközökkel.
G. Nagy Róbert az eszperantóról és kongresszusi tapasztalatairól CD-ROM-ot adott közre „espeROM Hrom” címen 1999-ben, ez volt szakdolgozatának CD-ROM melléklete.

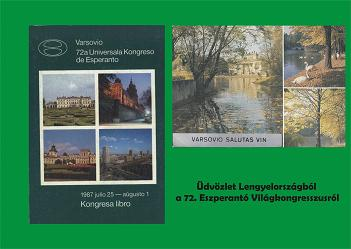
72. Eszperantó Világkongresszus (Varsó, 1987)
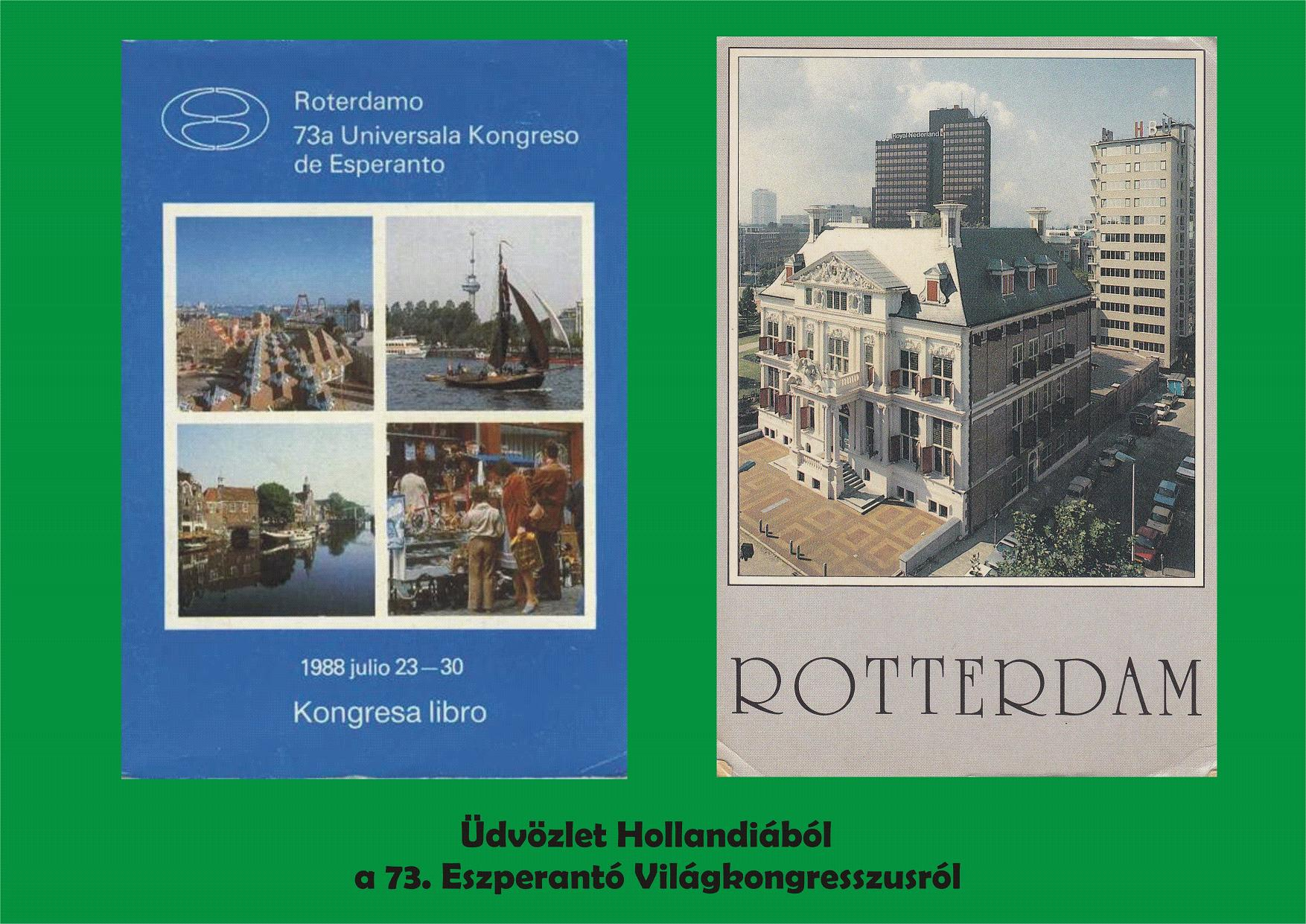
73. Eszperantó Világkongresszus (Rotterdam, 1988)
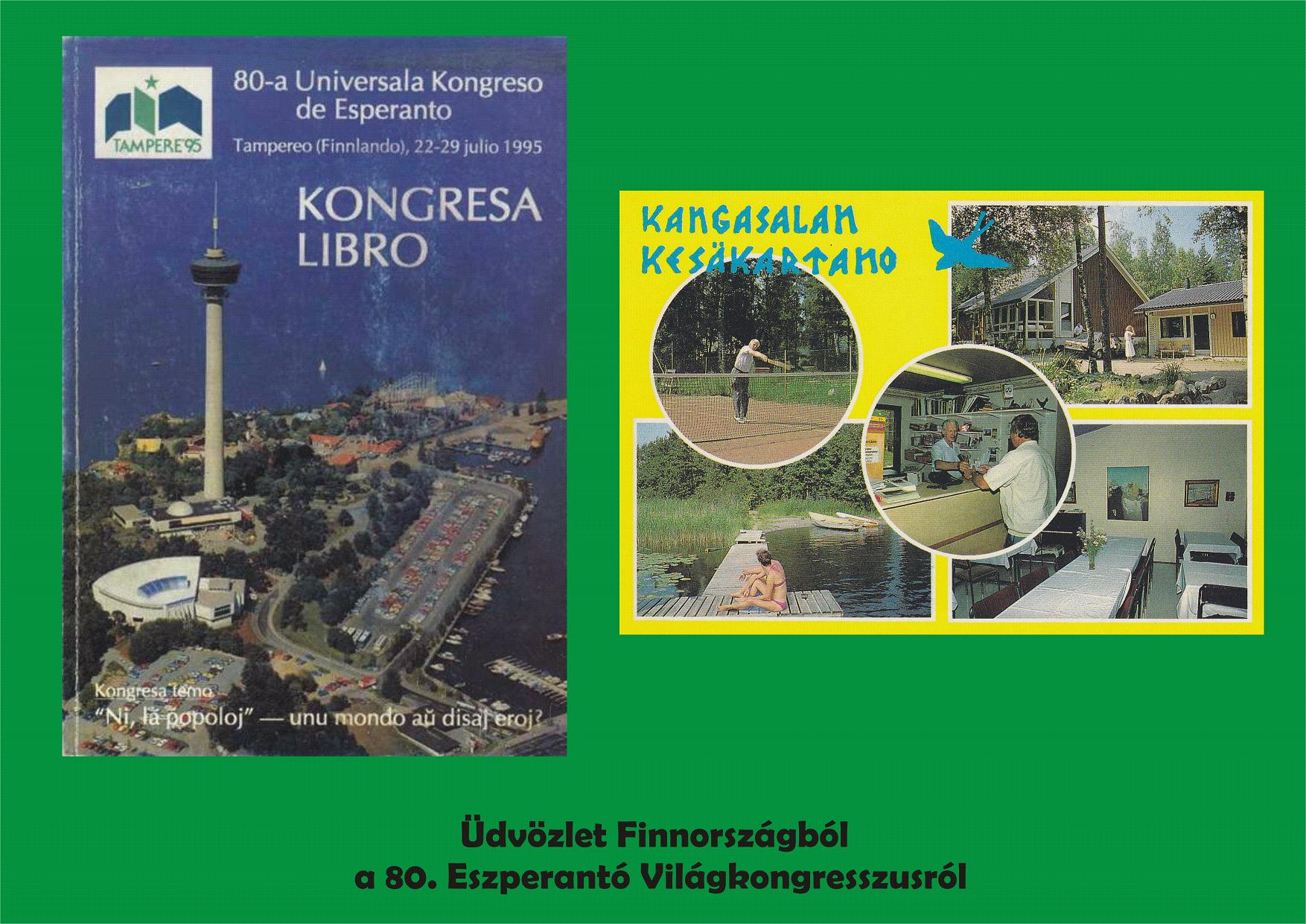
80. Eszperantó Világkongresszus (Tampere, 1995)
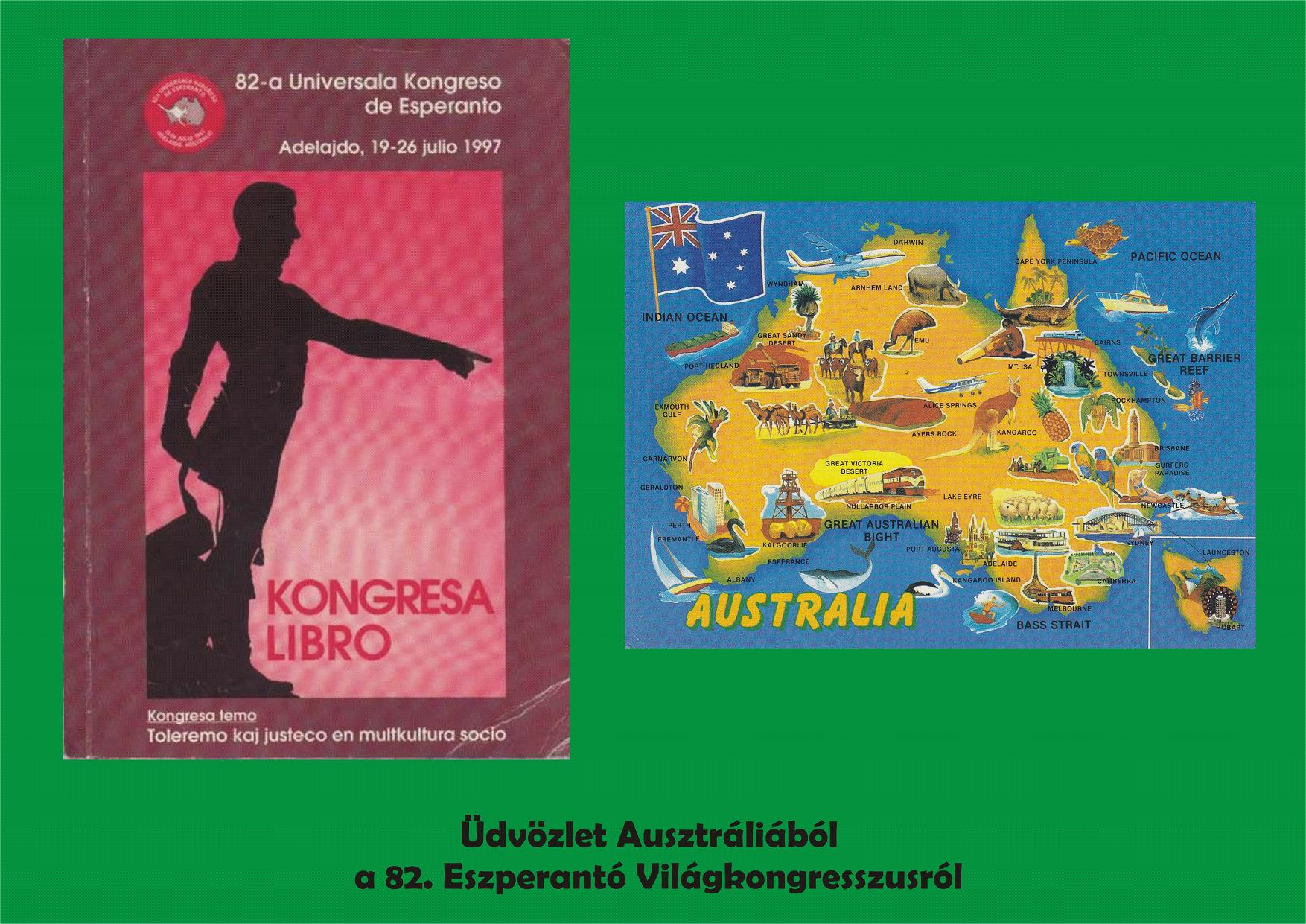
82. Eszperantó Világkongresszus (Adelaide, 1997)

### 2000-es évek[39]

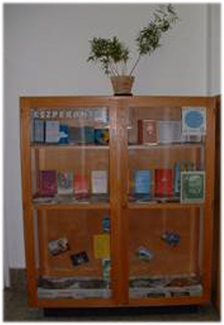
Eszperantó szekrény (2004)

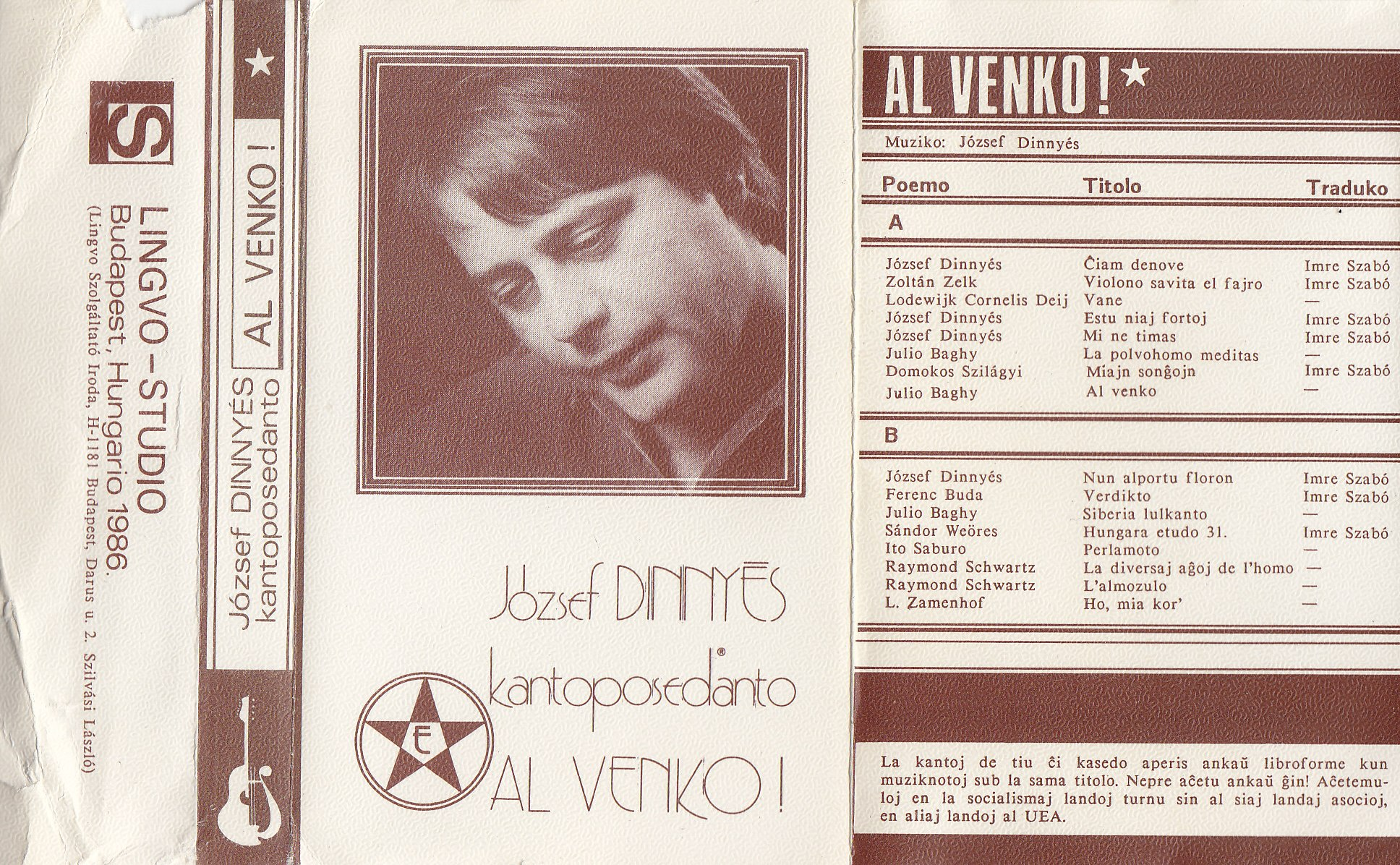
Dinnyés József – daltulajdonos

Az ezredfordulóra nehéz időszak köszöntött a dombóvári eszperantistákra, a mozgalom régi nagy öregjei elfáradtak, meghaltak, köztük Audi Sándor, Borza József, Balogh Imre, a fiataloknak kellett továbbvinni az eszperantista klub működtetését olyan légkör közepette, amikor a eszperantó nyelvnek és kultúrának nem voltak jeles propagálói a különböző szakmák körében. Leginkább arra törekedtek, hogy a dél-dunántúli régió eszperantistáit összefogják, kapcsolataikat ápolják a szűkebb és a tágabb hazában. Egyszerre törekedtek a hagyományok őrzésére és az eszperantó kultúra expanziójára.
2002 óta van Dombóvár és környékén eszperantó nyelvoktatás, Tolna megyében egyébként csak Szekszárdon és Dombóváron lehet eszperantó nyelvet tanulni. Főként egyetemisták és főiskolások érdeklődnek e lehetőség iránt. Dombóvár és környékén eszperantó nyelvvizsgával (alap- vagy középfok) rendelkezők száma 15-20 fő közé tehető.
A hagyományok őrzése keretébe tartozik, hogy 2004-ben a Dombóvári Helytörténeti Múzeumba beállítottak egy eszperantó szekrényt, amelyben a régióbeli eszperantó kultúra ereklyéit (könyvek, plakátok, jelvények, bibliák, CD-ROM-ok, bélyegek, képeslapok) őrzik.
2005-ben G. Nagy Róbert, Baksa József, Gelencsér Gabriella szervezésében megalapították a Dél-dunántúli Regionális Alapítványt, melynek hátszelet adott Magyarország 2004-es Európai Uniós tagságának elnyerése, majd az a tény, hogy Pécs elnyerte azt a lehetőséget, hogy 2010-ben Európa kulturális fővárosa legyen.
Nagy szervező munkák kezdődtek, sokat pályáztak, hogy terveiket megvalósítsák a hagyományőrzés, a nyelv és a kapcsolatok ápolása terén. G. Nagy Róbert könyvtárakban, levéltárakban és idős eszperantistáknál vagy leszármazottaiknál értékes dokumentumokat tárt fel az eszperantó mozgalom XX. századi múltjáról elsősorban a dél-dunántúli régióra vonatkozóan.
Az eszperantó nyelv tanulásához és tanításához lendületet adott az, hogy legtöbb helyütt 2004-től elfogadják a diploma-kiadáshoz az eszperantó nyelvből tett középfokú nyelvvizsgát. Dombóvárhoz legközelebb a Pécsi Tudományegyetemen és a Kodolányi János Főiskolán (Székesfehérvár) működik eszperantó szak. A tanulni vágyó fiatalok számára netklub működik a Dombóvári Művelődési Házban, ahol tábla hívja fel a figyelmet az eszperantisták start lapjára.
Az alapítvány 2006 őszén indította el a „Kőbe fújt plakátok” elnevezésű projektjét, melyek fotói megtekinthetők ezen oldal kép mellékletei közt. Ezen projekt keretén belül készültek el a pécsi Eszperantó Park emléktáblái is.
A Magyar Vasutas című újság 2007. májusi számában a DURA elnöke foglalkozott a nemzetközi vasúti közlekedés nyelvezetének sokszínűségével. A XX. század első felében az eszperantó nyelv látszott a legjobb megoldásnak, olyannyira, hogy legtöbb helyütt, Dombóváron is, a vasutas dolgozók köréből kerültek ki az első eszperantisták. A DURA eszperantistái tiszteletükre 2007. júniusban – a MÁV Zrt. Területi Ingatlankezelési Központjának engedélyével – emléktáblát helyeztek el a Dombóvári nagyállomás peron felőli oldalán.
2007 júliusának utolsó hetében eszperantó fővárossá vált Zalaegerszeg, itt rendezték meg a nemzetközi eszperantó ifjúsági hetet. Mintegy 250 fiatal érkezett a világ minden tájáról. A fesztivál egyben jubileumi ünnepség is volt, mert éppen 120 éve jelent meg az első eszperantó nyelvkönyv. A fesztivál keretében eszperantó nyelvtanári konferenciát is tartottak, az utolsó napokban (július 29.) dzsesszfesztivált rendeztek, amely az uruguayi Miguel Delaquin koncertjével zárult. A dombóváriakat a DURA elnöke képviselte a rendezvényen.
2007 augusztusában Japánban lett megrendezve a 92. Eszperantó Világkongresszus. Jokohamában Baksa József, a DURA kuratóriumi elnökségének volt tagja, aki egyben a MESZ akkori elnöke is volt, képviselte a dombóváriakat is.
2007 októberében a dombóvári eszperantisták javaslatot tettek a dombóvári iskoláknak arra, hogy a tanulók második idegen nyelve az eszperantó legyen, számos ország iskolái érdeklődnek hasonló lehetőségek iránt: Portugália, Lengyelország, Franciaország, Litvánia, Bulgária, Spanyolország, Olaszország, Németország, Nagy-Britannia.
Ez évben indult a Dél-dunántúli Regionális Alapítvány és a Magyarországi Eszperantó Szövetség által indított Kőbefújt plakátok projekt.

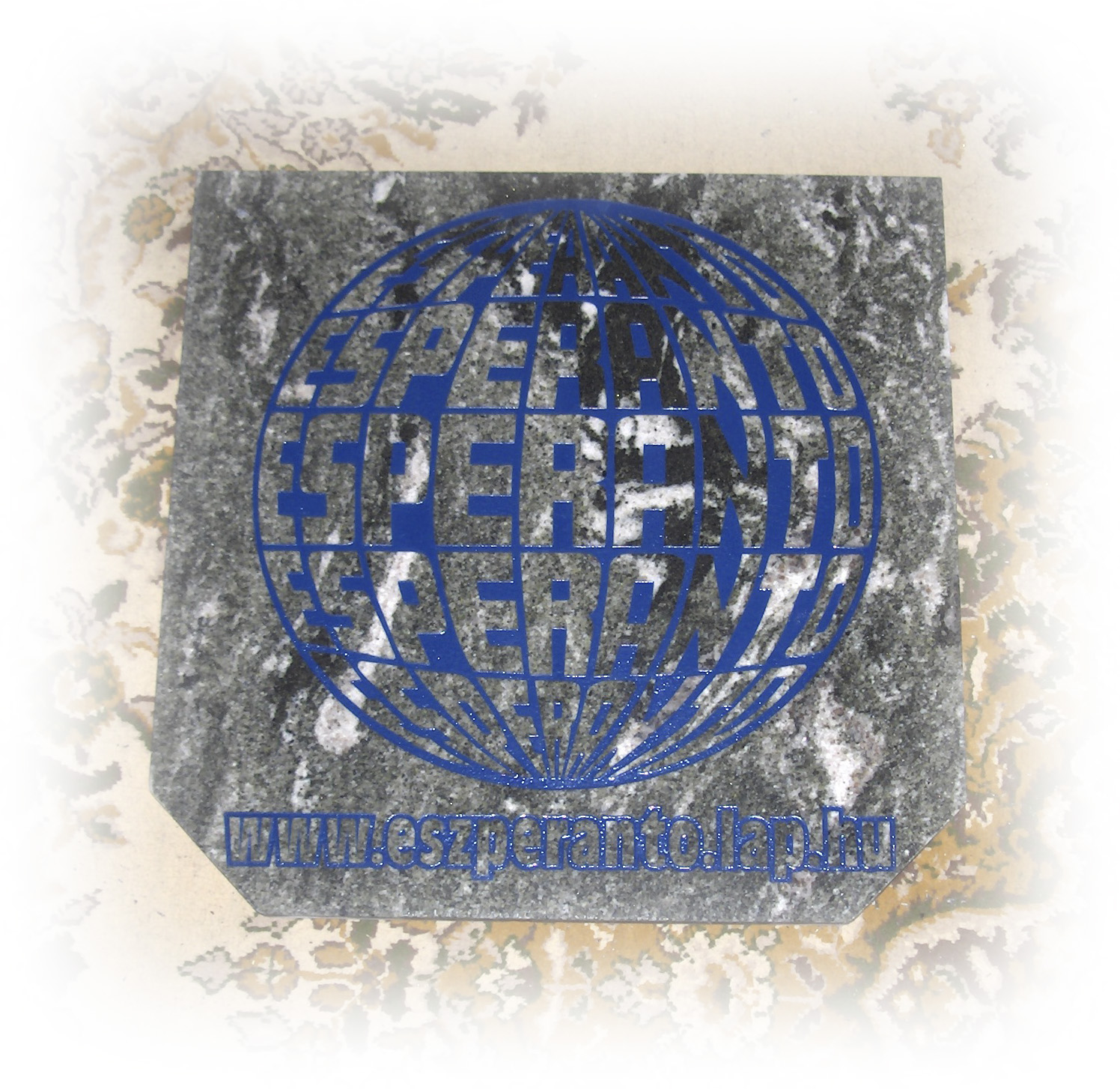
Dombóvári Művelődési Ház (2007)
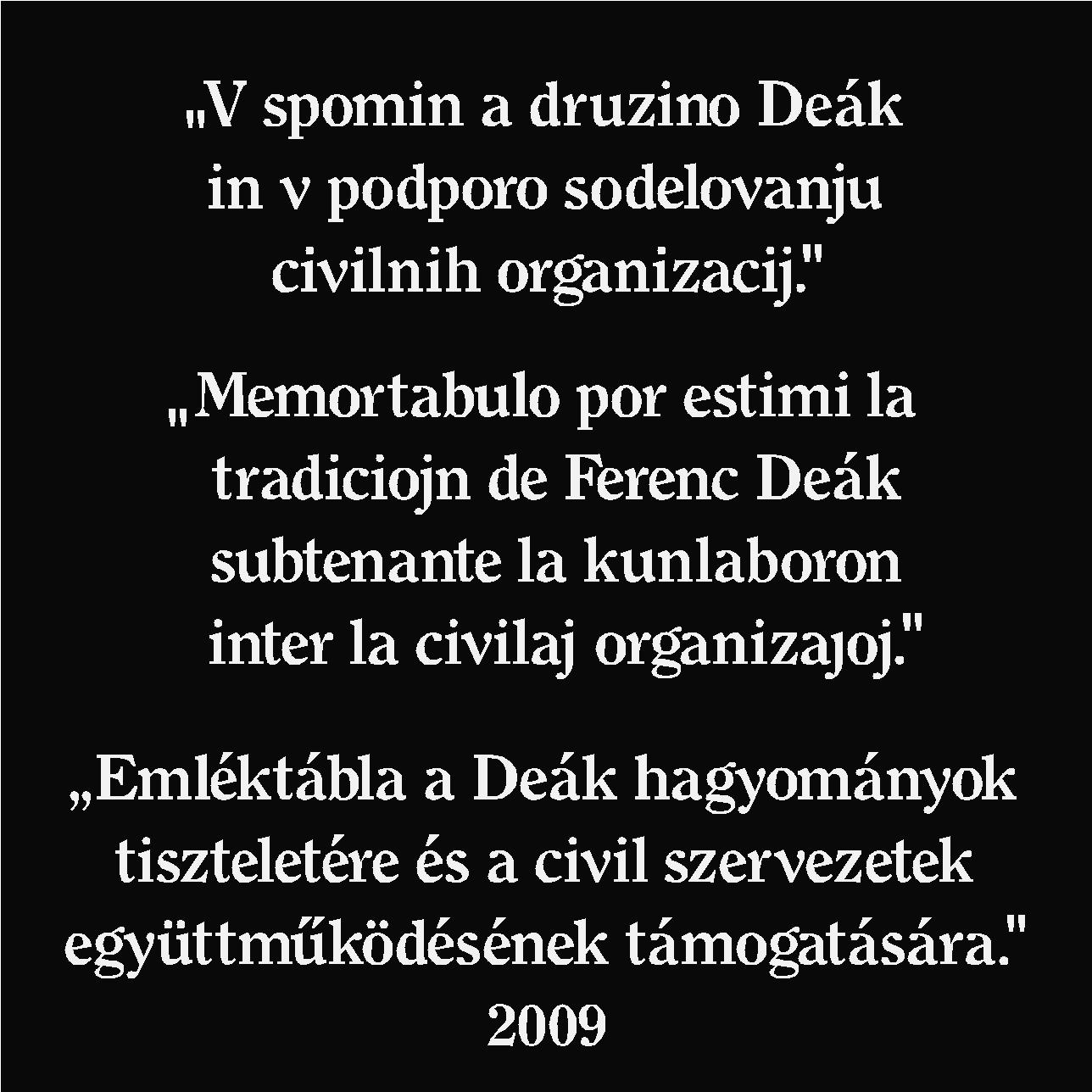
Lendva, Szlovénia
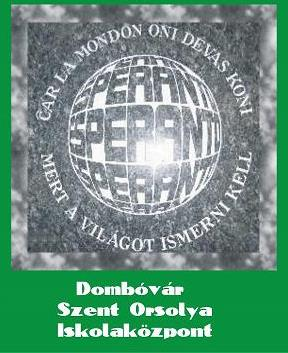
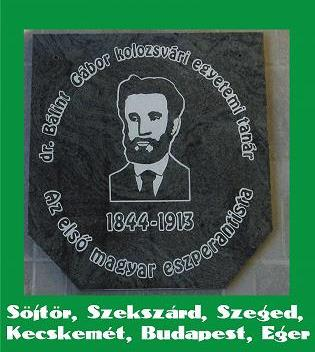

2008. október 30-án csak dombóváriak kerültek az eszperantó kuratóriumba.
Változások történtek a dombóvári székhelyű Dél-dunántúli Regionális Alapítvány életében. A korábbi vidéki, -így nagykanizsai és zalaegerszegi tagok helyett- helyi kuratóriumi tagok töltenek be pozíciót Kőszegi Csaba Valér és Rostás János személyében.
2008. december 15-én (Zamenhof születésnapja december 15.) az Eszperantó könyv napját ünnepelték Budapesten, ezen a rendezvényen a dombóvári eszperantisták is rész vettek.
2008. december 17-én a DURA vezetősége részt vett a „Civil Honfoglalás – Civil Vérszerződés” című ópusztaszeri találkozón, ahol együttműködést kezdeményeztek olyan civil szervezetekkel, amelyek népszerűsítik a mesterséges nyelvek használatát.
2009. februárban a Humán Európa Szövetség Eszperantó farsangi bált rendezett Zalaegerszegen, az álarcos bálon bemutatták a szervezet majdnem 100 éves lemaradást pótló amerikai csatos, ovális plakettjét.
A DURA Szentkatolnai Bálint Gábor-emléktáblát ajándékozott az egri eszperantistáknak, az avató ünnepségre 2009. március 13-án került sor. Söjtör, Szekszárd, Szeged, Kecskemét, Budapest is kapott a DURA szervezésében Bálint Gábor emléktáblát.
2009. március 30-án már másodszor szervezett a DURA Eszperantó vasárnap délutánt Dombóváron. Műsort adtak eszperantó nyelven, Szép Attila szekszárdi plébános Szentkatolnai Bálint Gábor munkásságát méltatta, s fellépett Kőszegi Csaba Valér kuratóriumi titkár, gitárművész. Későn délután eszperantó nyelven szentmisét tartottak a katolikus nagytemplomban. Este a Kapos Kórus adott jótékonysági hangversenyt. Tradicionálisan részt vesznek minden évben a Civil fesztiválon és a kertvárosi virágfesztiválon is.
2009. májusban Deák Ferenc nagyszüleinek egykori lakóhelyén, a szlovéniai Lendván szlovén-eszperantó-magyar nyelvű emléktáblát avattak a DURA képviselői és az ő szlovén barátaik a két ország civil szervezeteinek együttműködése jegyében.
Magyarországi eszperantisták fogtak össze, hogy Szentkatolnára, Bálint Gábor szülőhelyére emléktáblát vigyenek születésének 165. évfordulója évében (2009. augusztus 23). A DURA kezdeményezése volt a döntő, de támogatta e törekvést a Dél-Alföldi Regionális Fejlesztési Alapítvány, s a MESZ volt elnöke, Baksa József, számos romániai, magyarországi szervezet és magánemberek.
2009. augusztus 24-én a Humán Európa Szövetség és a Magyarországi Eszperantó Szövetség felkérte a dombóvári székhelyű DURA civilszervezetet arra, hogy vegyen részt a 2010-ben, Pécsett megrendezendő Nemzetközi Eszperantó Ifjúsági Hét és az Európa Eszperantó Kongresszus kulturális rendezvényeinek megszervezésében, lebonyolításában. A civil szervezet részt vett továbbá az 1966-ban átadott Eszperantó park felújításában is.

### 2010-es évek
Minden vállalásuknak eleget tettek, s nagy megelégedésre zajlottak az előadások, a megbeszélések, a felújított pécsi Eszperantó Park avatása remekbe sikerült.
- Elkészült Az eszperantó mozgalom Dombóváron Wikipédia szócikk magyar és eszperantó nyelven
- elkészült a Magyarországi Eszperantó Szövetség Wikipédia szócikke magyar és eszperantó nyelven

2011-ben Pro Eszperantó elismerés a DURA alapítvány kurátorának.
- Reménykedő fa ültetése a dombóvári szigeterdőben
- Dombóvári eszperantisták emléktáblája, Rákóczi utcai temető ravatalozójának falán

2012-ben Giesswein Sándor-emléktábla, Rákóczi utcai temető ravatalozójának falán
2013-ban Lazar Markovics Zamenhof emléktábla – Dombóvári Illyés Gyula Gimnázium
- Barátság emléktábla, Dombóvár-Gunarasfürdő, Hotel Európa szálló homlokzatán

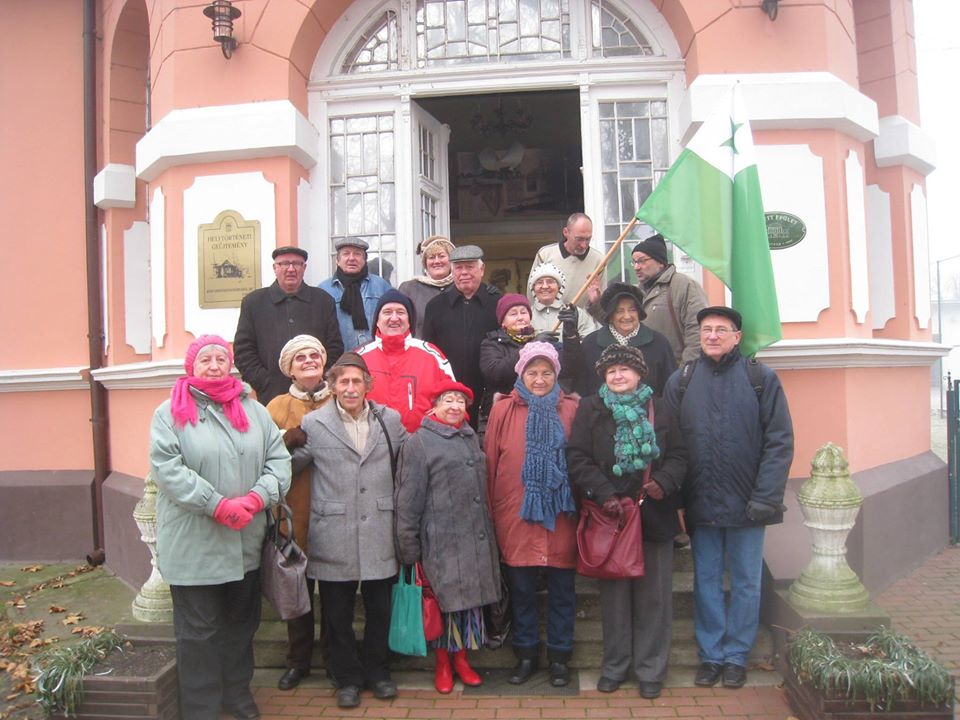
Eszperantisták látogatása Dombóvárra – 2014

2017-ben Bártfai Attila emléktáblája, átadás november 1-jén
2018-ban Pörös Eszter emléktáblája, átadás november 1-jén
2019-ben elkészült a dombóvári eszperantisták facebook beszámolja 1923-tól napjainkig

### 2020-as évek
2020 Dombóvár város életében egy fontos dátum, április 1-jén ünnepelte várossá válásának 50 éves évfordulóját. Ennek tiszteletére kiegészítésre került a város magyar és eszperantó nyelvű Wikipédia szócikke. Decemberben bekerült Az eszperantó mozgalom Dombóváron a Dombóvári Értéktár-ba.
- Magyar eszperantisták magyar nyelvű Wikipédia szócikkeinek készítése
- Elkészült a Magyar vonatkozású eszperantáliák listája Wikipédia szócikk

2021 márciusában a 2005-ben G. Nagy Róbert által készített helytörténeti pályázat, Az eszperantó nyelv Dombóváron dokumentumok tükrében bekerült a Tolna Megyei Önkormányzat Levéltárába, a már meglévő anyaghoz csatolta a Magyar Nemzeti Levéltár Tolna Megyei Levéltára az Az eszperantó mozgalom Dombóváron tanulmányt.
Május 11-én elkészült az Eszperantó Enciklopédia 200. kategorizált Wikipédia szócikke.
2022. július 26-án, az eszperantó forráskultusz hagyományait folytatva, a dombóvári Róka-völgyben található forrást Lehman György Eszperantó-forrásra nevezték az eszperantisták.
2023. november 15-én 100 éves az eszperantó Dombóváron. 

## A DURA által készítetteszperantáliák
Dombóváron
- Lengyel Pál nyomdájának szedőszekrénye, Dombóvári Helytörténeti Múzeum: Pátria Nyomda-terem – 2004
- Zöld gránitkőből készült plakát, 40 cm x 40 cm x 1,5 cm, Dombóvár vasútállomás, peron felőli oldalon – 2007
- Dombóvári Reménykedő Fa, Szigeterdő – 2011
- Dombóvári eszperantisták emléktáblája, Rákóczi utcai temető ravatalozójának falán – 2011
- Giesswein Sándor-emléktábla – 2012[50]
- Lazar Markovics Zamenhof emléktábla – Illyés Gyula Gimnázium, Dombóvár[51] – 2013[52]
- Barátság emléktábla, Dombóvár-Gunaras fürdő, Hotel Európa szálló homlokzatán.[53] – 2013
- Bártfai Attila emléktáblája, Dombóvár egyházi temető – 2017
- Pörös Eszter emléktáblája, Dombóvár egyházi temető – 2018
- A nácizmus áldozatainak emlékére emléktábla – 2023

Más városokban
- Szentkatolnai Bálint Gábor, Lengyel Pál (nyomdász), Barabás Ábel, Lazar Markovics Zamenhof emléktáblái – Magyarországi Eszperantó Szövetség székhelye, Budapest – 2006 – 2012
- Bálint Gábor, Lengyel Pál (nyomdász) emléktáblái, Zalaegerszeg – 2007
- Bálint Gábor, Lengyel Pál (nyomdász) emléktáblái, Szekszárd – 2008[54]
- Lengyel Pál (nyomdász) emléktáblája, pécsi Eszperantó Múzeum – 2009
- Bálint Gábor, Lengyel Pál (nyomdász) emléktáblái, Szeged – 2009
- Bálint Gábor és Lengyel Pál (nyomdász) emléktáblája, Eger – 2009, 2012
- Bálint Gábor emléktáblája, Bükkösd – 2010
- A barátság emléktáblája, Pécs, Pollack Mihály Műszaki Középiskola – 2010
- Eszperantó földgömb, a barátság nyelve emléktábla, Kaposvár vasútállomás – 2010
- Bálint Gábor emléktáblája, Kecskemét – 2010
- A pécsi Eszperantó Park emléktáblái, Pécs, Európa kulturális fővárosa – 2010

Külföldön
- Emléktábla a Deák hagyományok tiszteletére – Szlovénia, Lendva – 2009
- Emléktábla az első magyar eszperantista, Szentkatolnai Bálint Gábor, születésének 165. évfordulójára – Erdély, Szentkatolna – 2009
- Lengyel Pál emléktáblája, Szerbia, Szabadka – 2011

### Emléktábla projekt: Kőbefújt plakátok – 2007

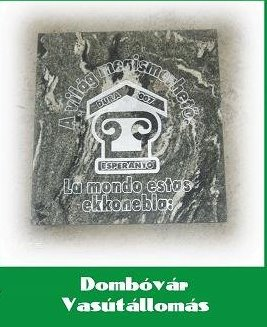
A világ megismerhető emléktábla, a projekt első eleme – 2007
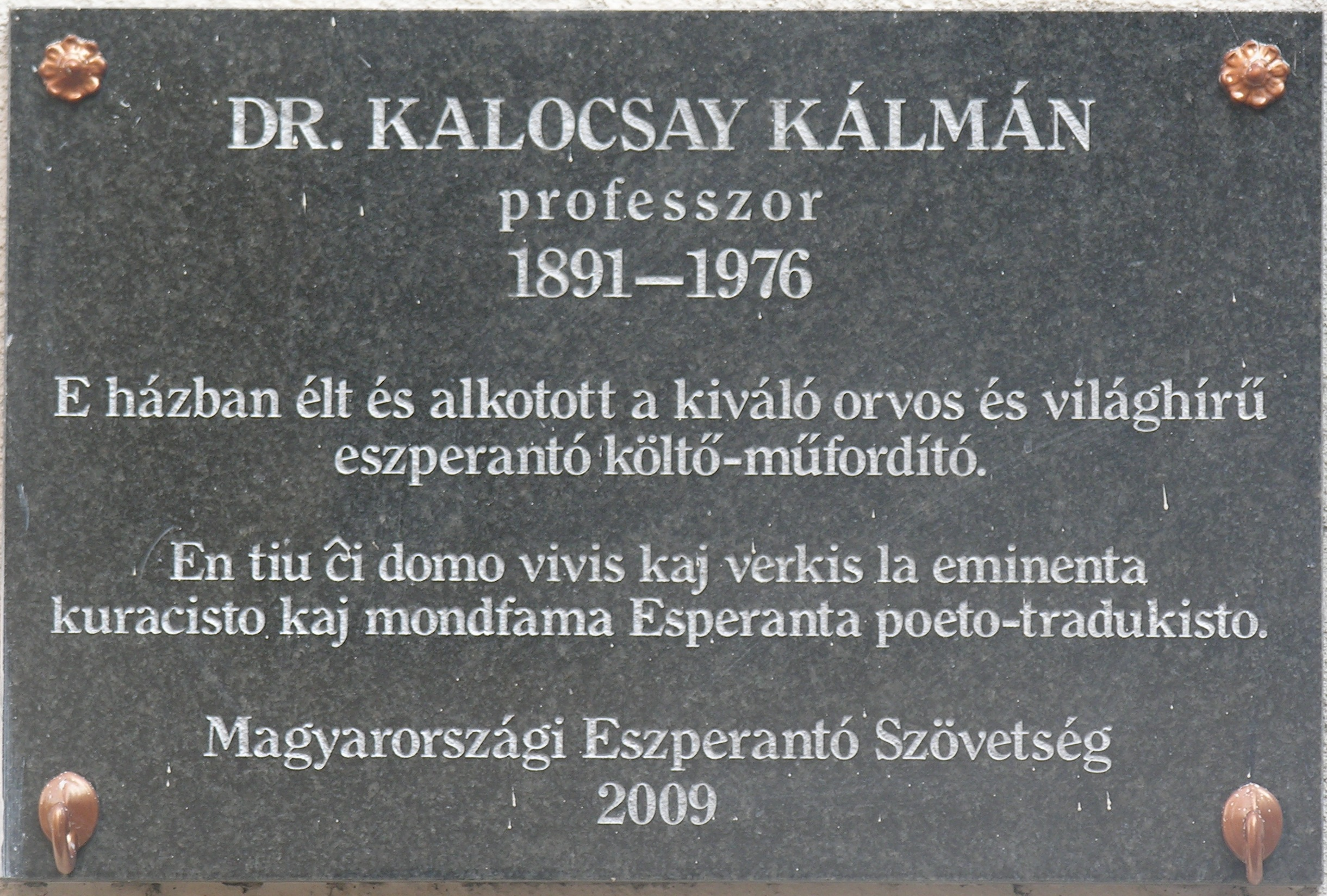
Kalocsay Kálmán emléktáblája Budapesten a Nyúl u. 4.-ben
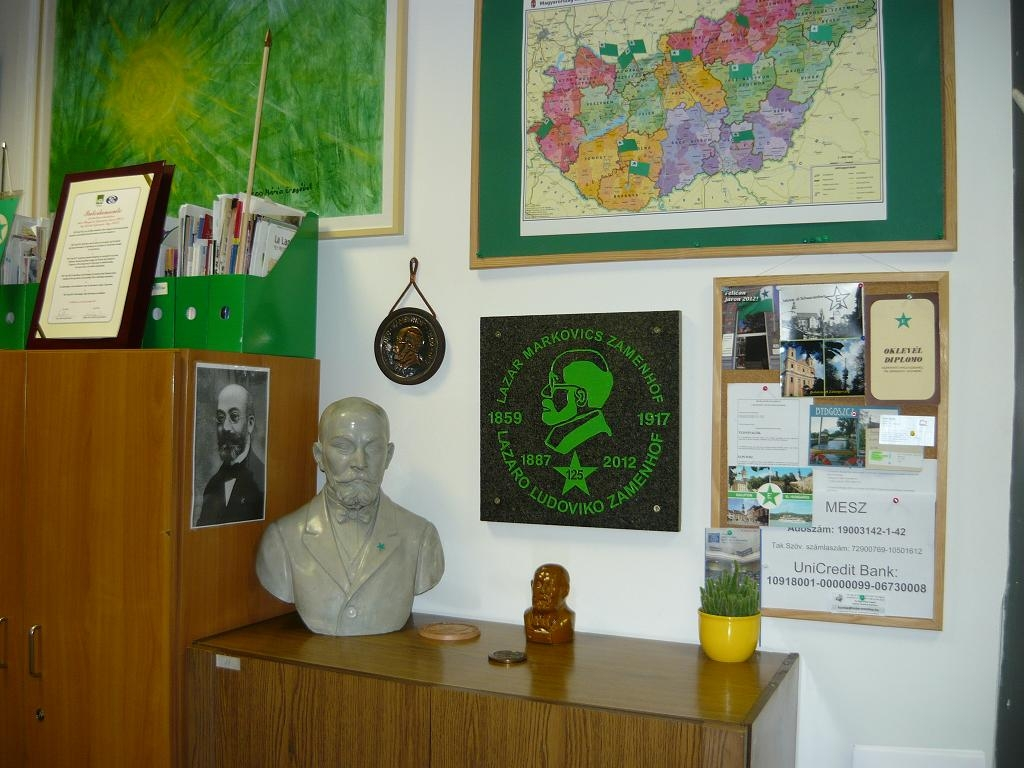
Zamenhof sarok a MESZ irodában – 2012
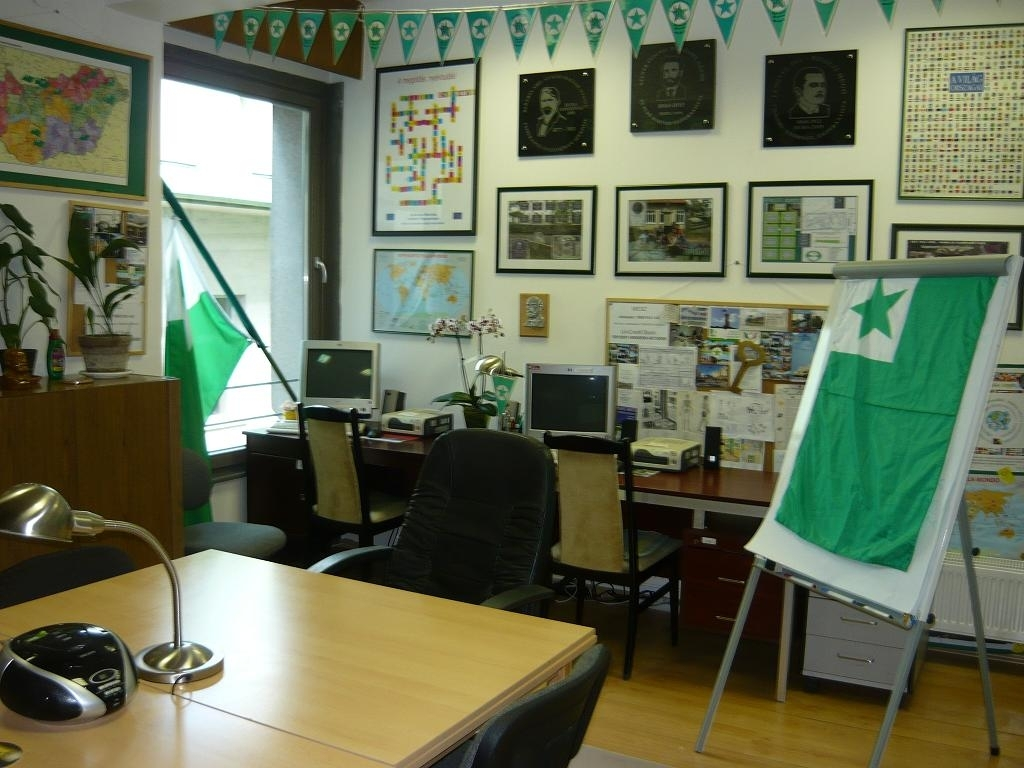
A MESZ iroda 2013-ban Budapesten
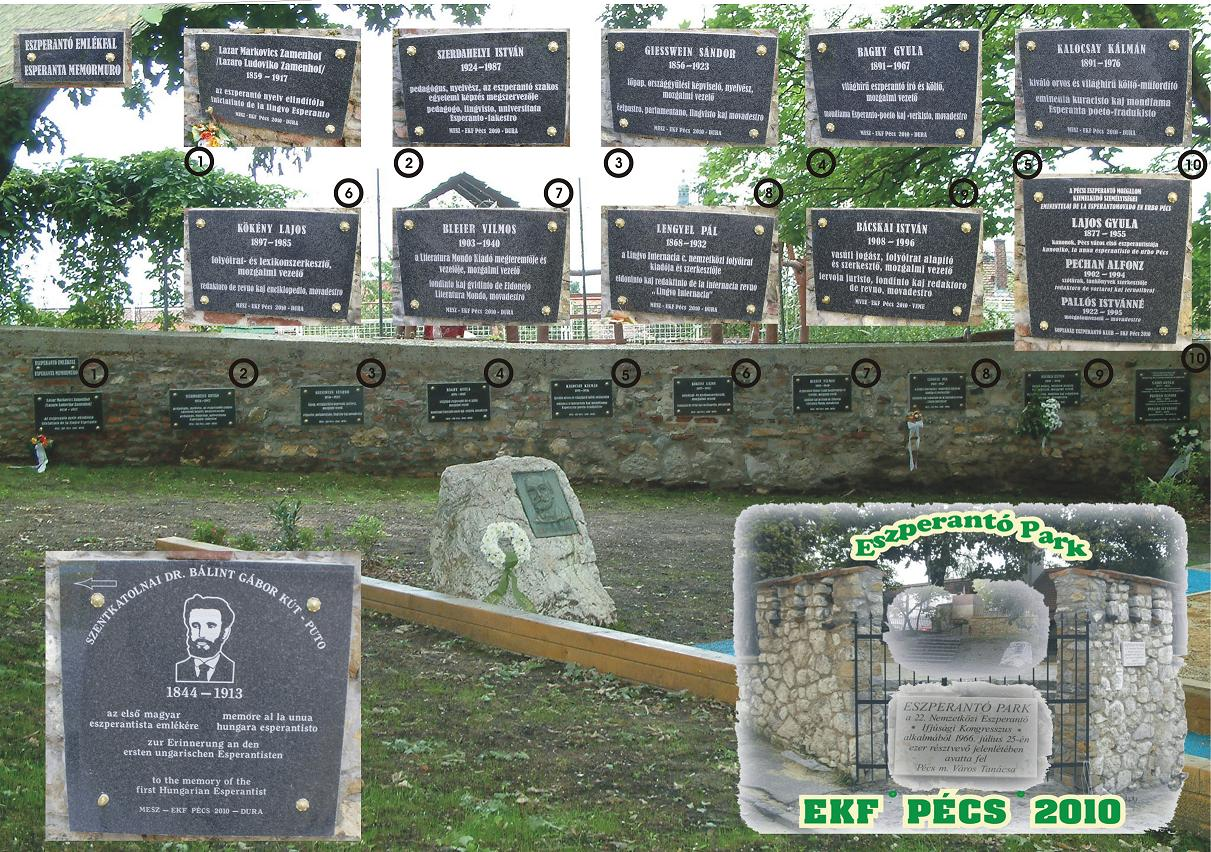
Eszperantó Park: Eszperantó emlékfal – Pécs, 2010
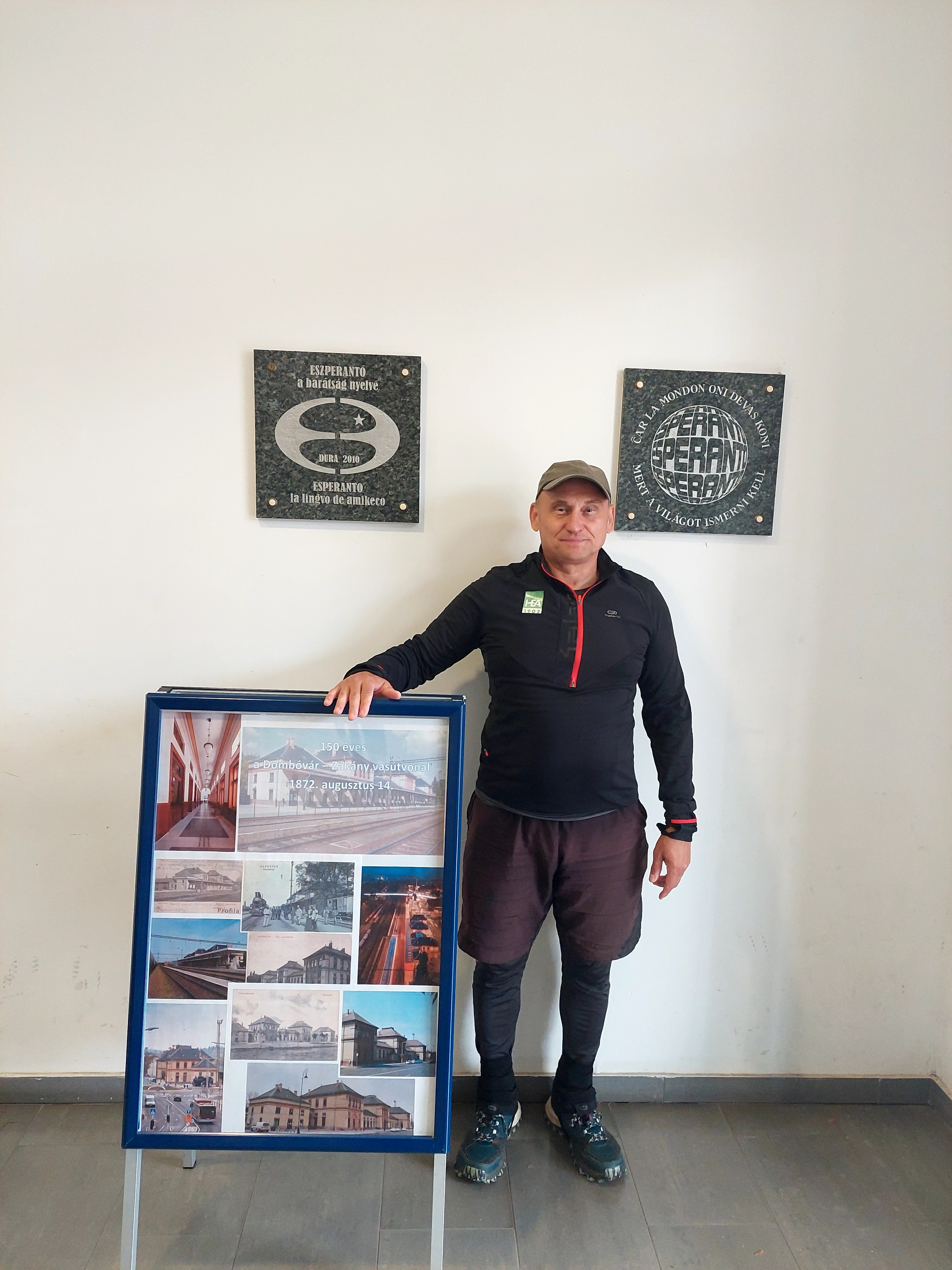
Eszperantó emléktáblák – Kaposvár, 2010
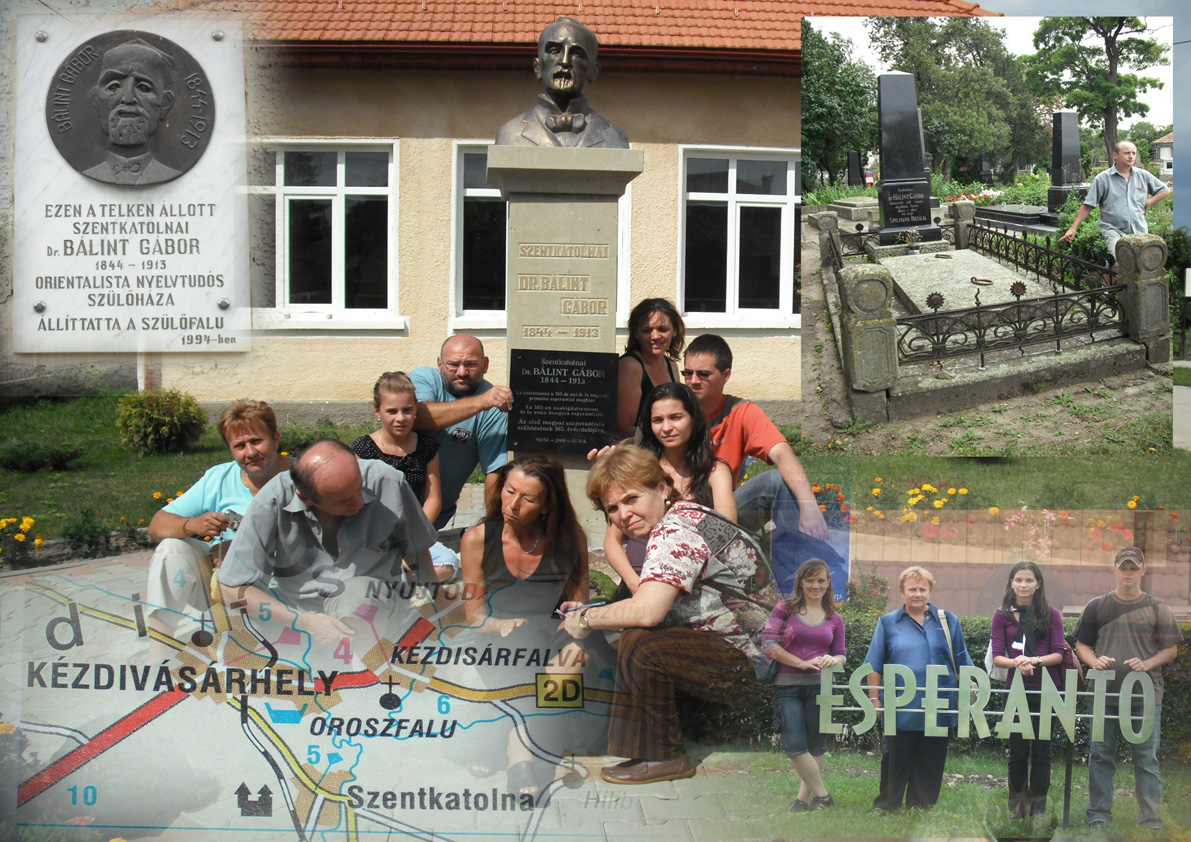
Szentkatolnai Bálint Gábor emlékére, Szentkatolna – 2009
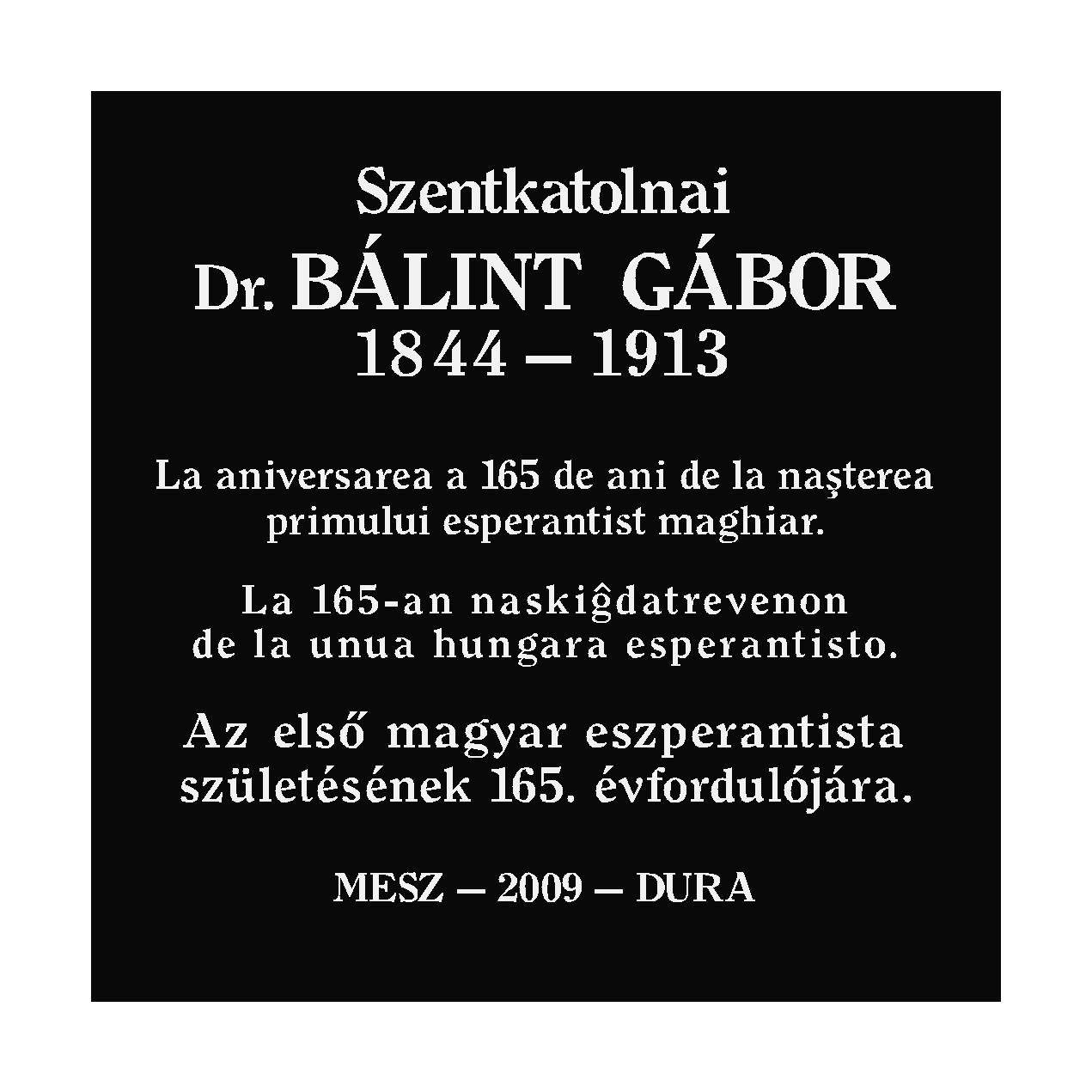
Az emléktábla
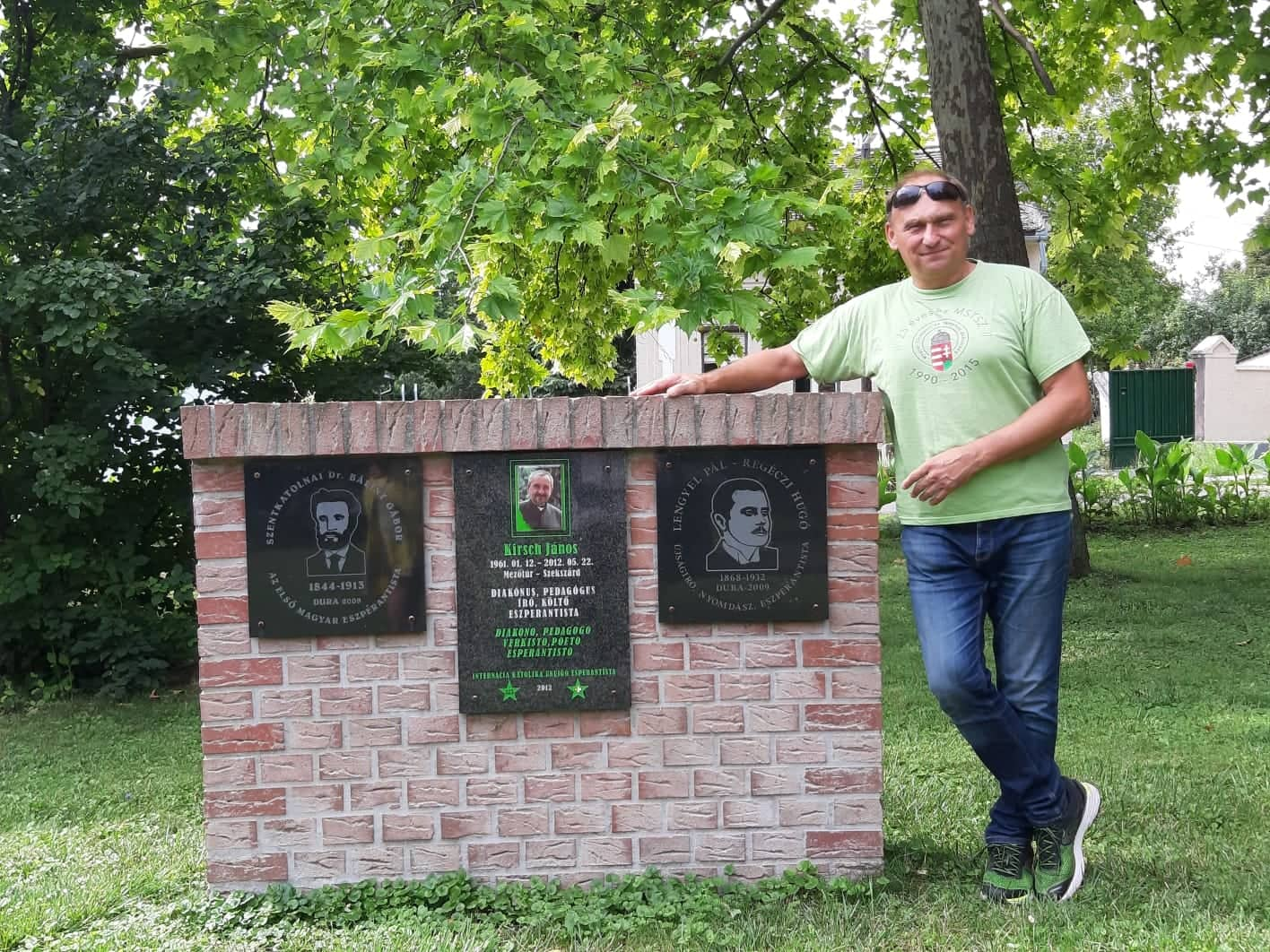
Szekszárdi emléktáblák
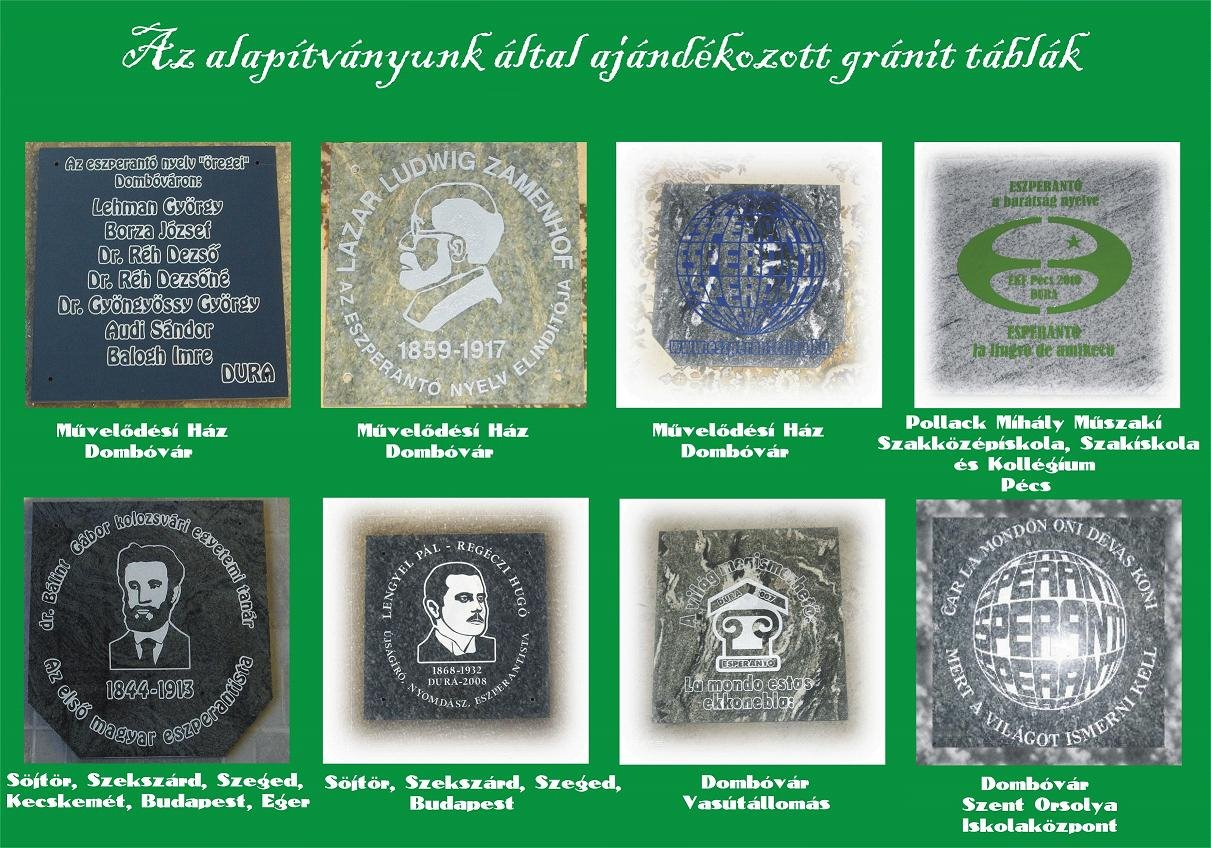
Emléktáblák az eszperantó nyelv népszerűsítésére
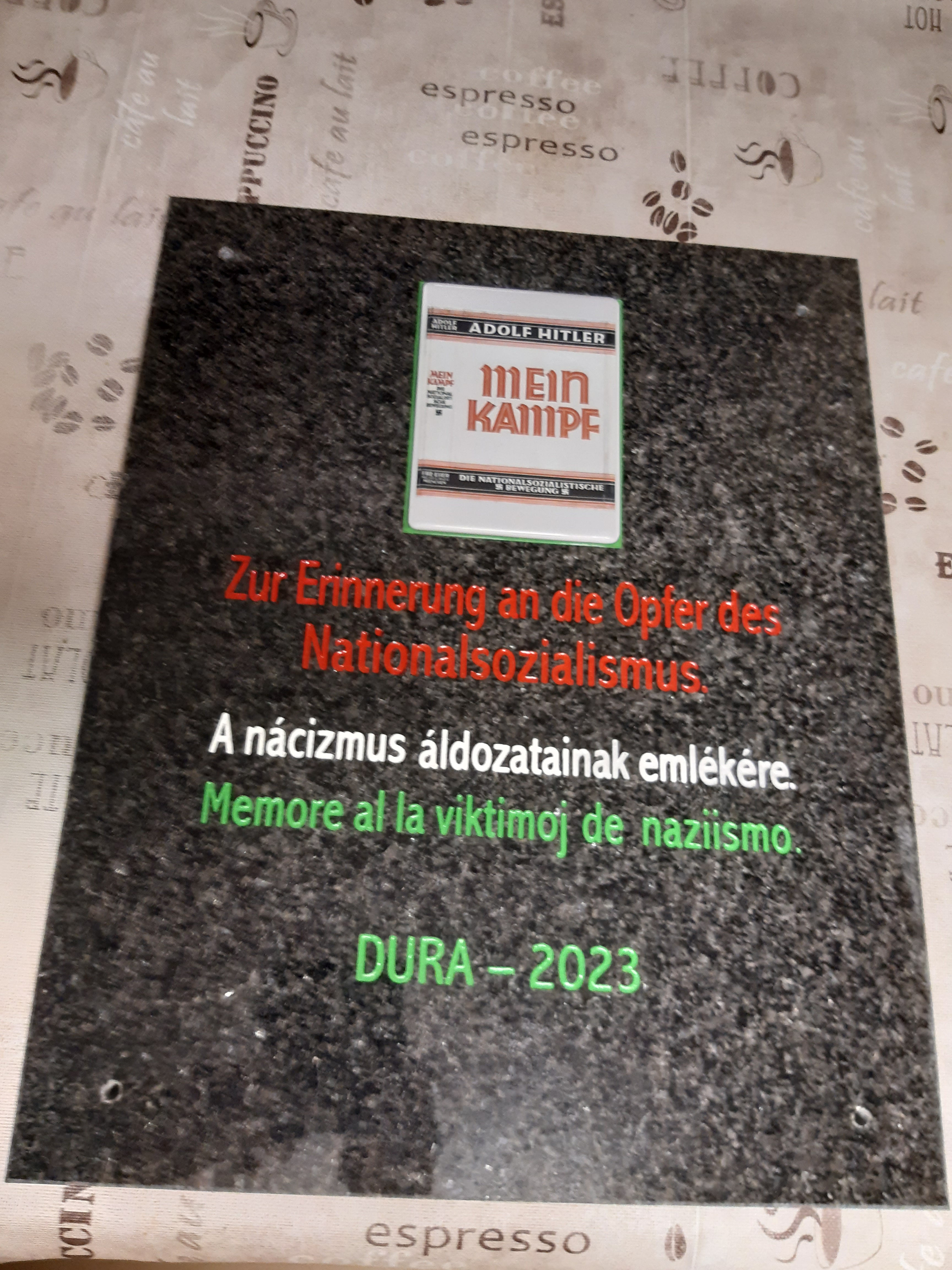
A nácizmus áldozatainak emlékére emléktábla – 2023
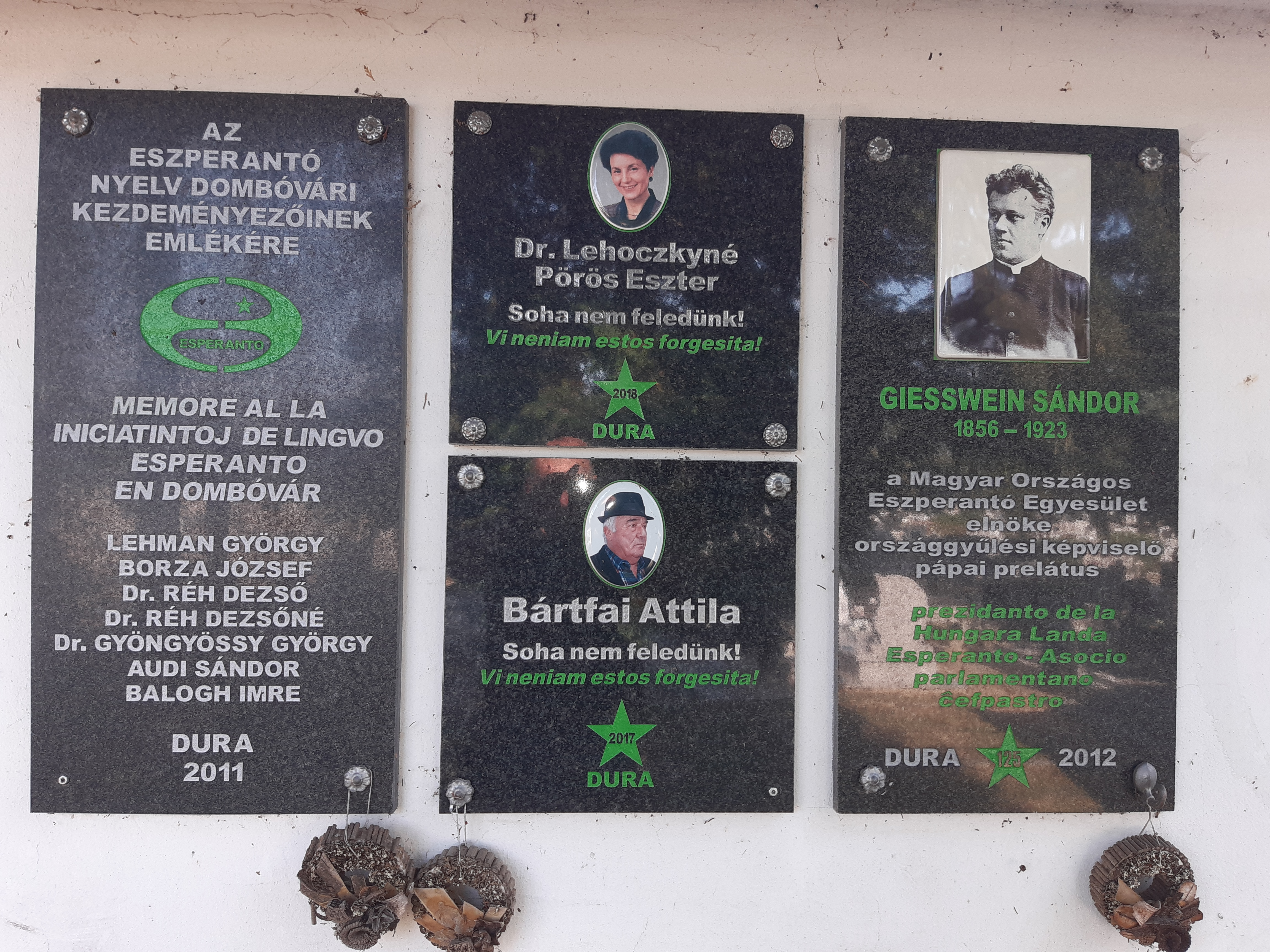
A dombóvári Eszperantó Pantheon

## Rendezvények

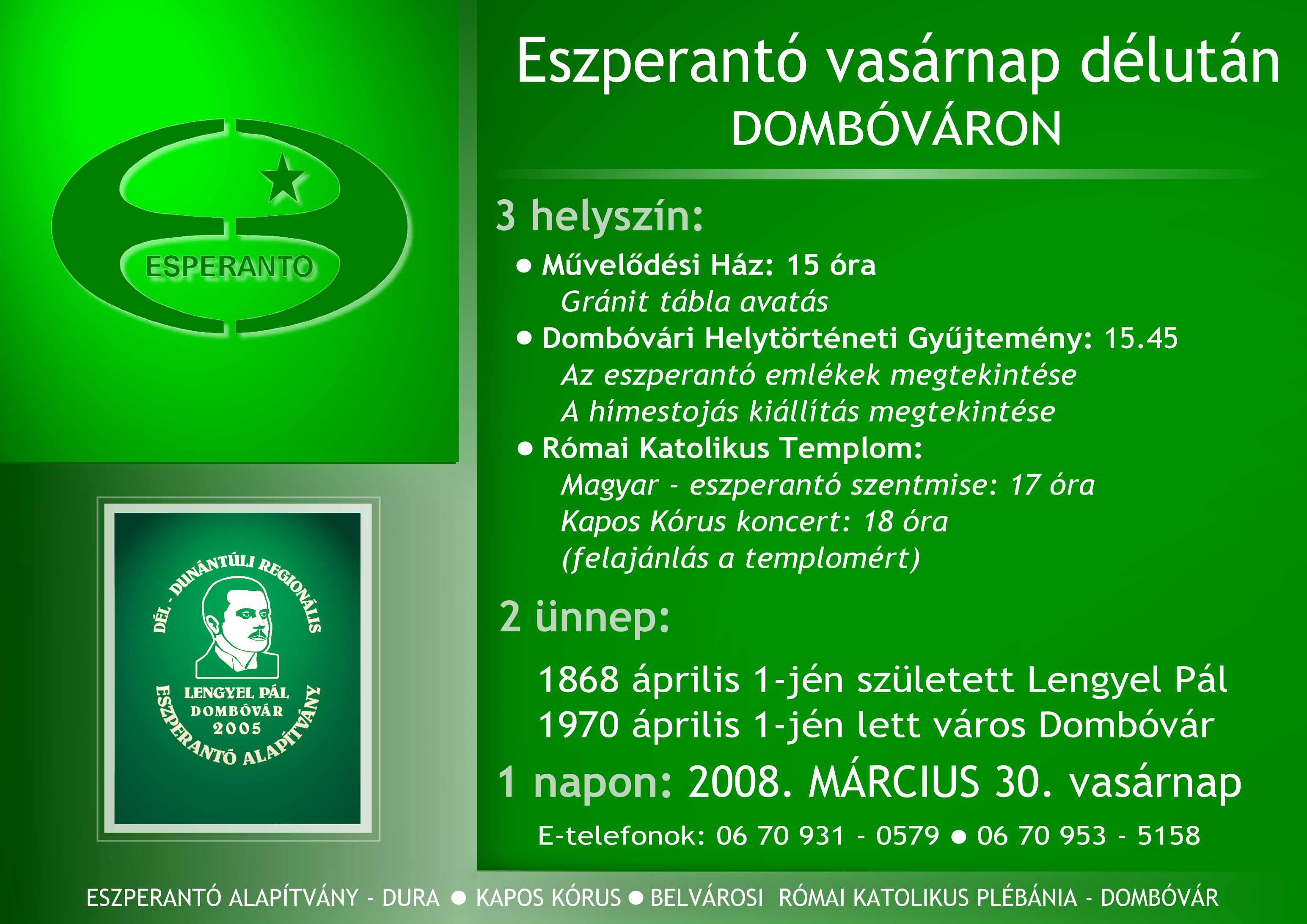
Eszperantó vasárnap-délután plakátja
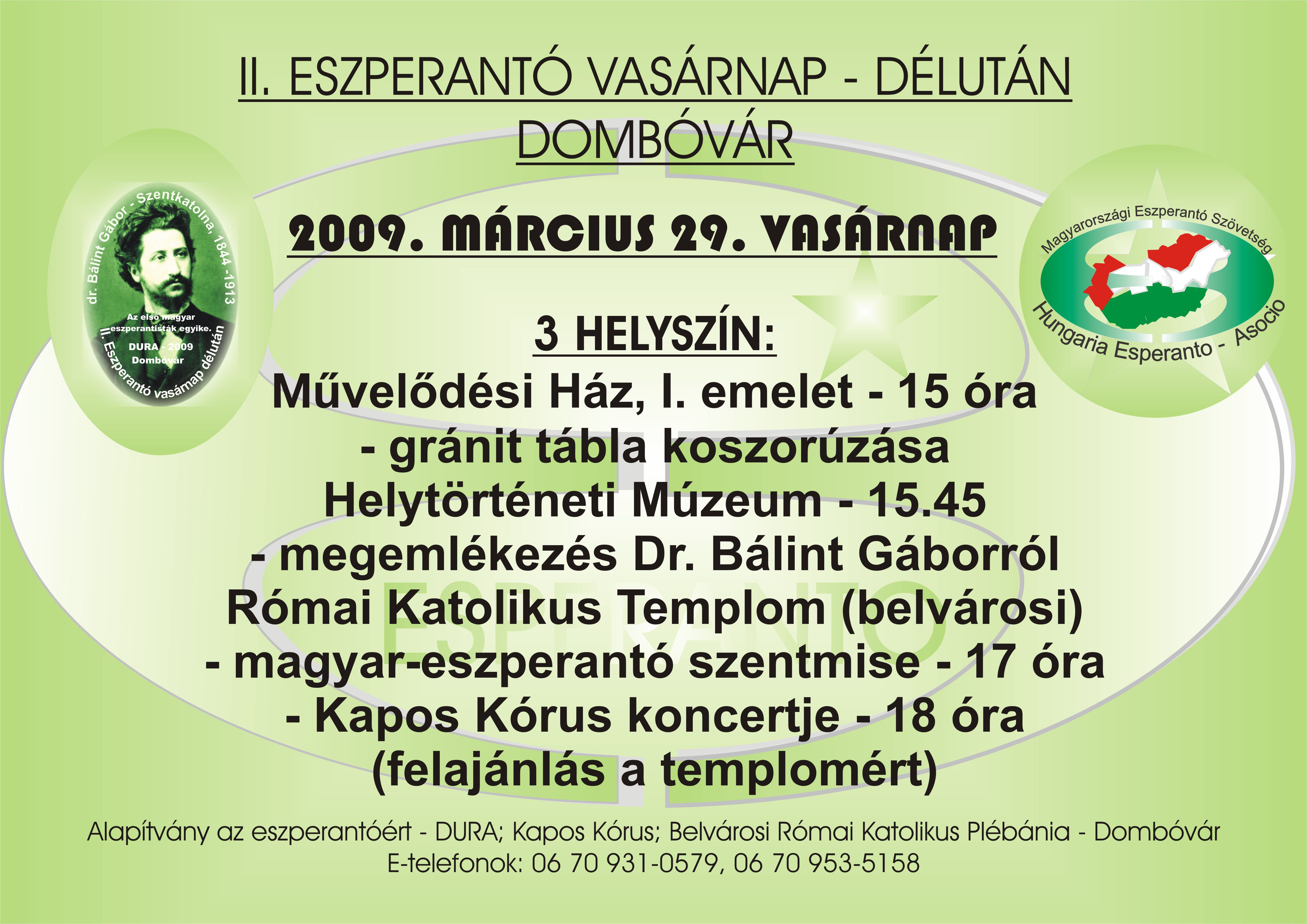
Második Eszperantó vasárnap-délután plakátja
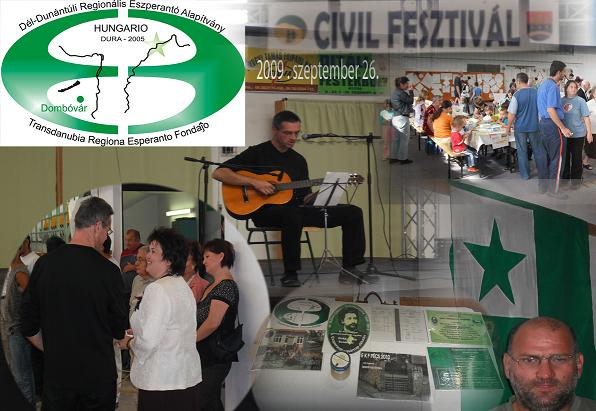
Civil fesztivál – 2009
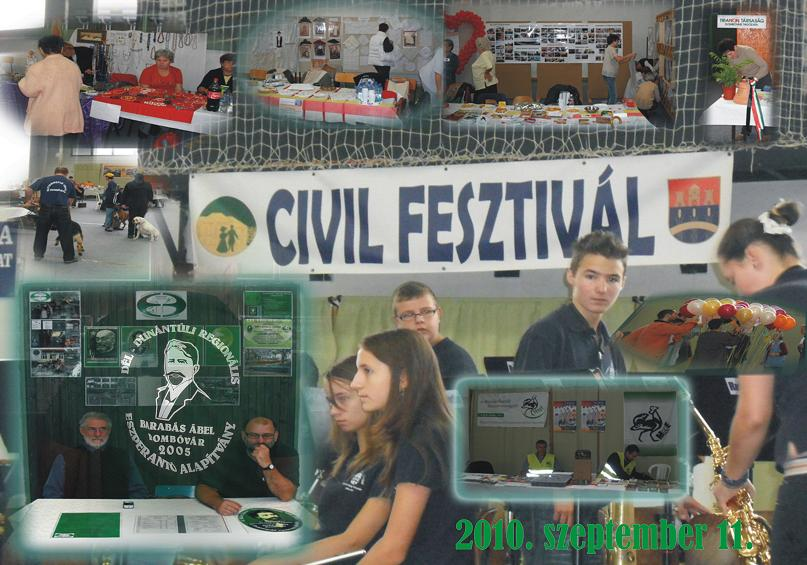
Civil fesztivál – 2010

### Harangszó
- Harangszó:  Mit akar a Keresztény Eszperantó Liga: Tanuljunk levél útján eszperantóul. library.hungaricana.hu (magyarul) (1939. június 4.)  (Hozzáférés: 2022. január 19.)  „Mindig erősebb és erősebb a törekvés, hogy a világ hivő keresztyénéi szilárd egységet alkossanak Krisztus tanításai megvédésére és egymás hitének erősítésére.”

### Baranya monográfiai sorozat
- Szita László:  A baranyai - pécsi munkásmozgalom története 2. library.hungaricana.hu (magyarul) (1934)  (Hozzáférés: 2022. január 19.)  „A rendőrség nyomon követte az Audi Sándorral és May Zoltánnal folytatott levelezést is. Ennek során szerzett tudomást arról, hogy ,, . . . Prassnig Irén vádlott eszperantó nyelvű levelezését a kommunista mozgalommal kapcsolatban és annak céljára folytatta . . ." ,,A bizonyított tényállásból nyilvánvaló, hogy Prassnig Irén vádlott az öntudatos, osztályharcos eszperantisták közé tartozott és hogy Józsa Ferenccel, May Zoltánnal és Andi Sándorral folytatott eszperantó nyelvű levelezéseivel a gyakorlati kommunizmus terjesztését célozta." Mindezek alapján 1934 októberében Prassnig Irént kilenc hónapi börtönre ítélte a pécsi kir. törvényszék. A két dombóvári fiatalembert, „akik személyesen bekapcsolódtak „ ... a Dombóváron kezdeményezett kommunista mozgalomba . ..", szintén elítélték.”
- Baranya monográfiai sorozat (Pécs, 1972):  A pécsi IV. csendőrkerület nyomozó alosztály parancsnokának jelentése a pécsi járás főszolgabírájához a mecsekszabolcsi és monostorpályi kommunista szervezkedésről. library.hungaricana.hu (1934. augusztus 25.)   156. o.  (Hozzáférés: 2022. január 19.)  „Prassnig Irén és társai ellen 1934. október 3-án adták ki a vádiratot kommunista szervezkedés ügyében. (Bm. L. Törvényszék ir. 2138/27./1935. sz.) Prassnig Irén 1928 óta vett részt a mozgalomban. Az eszperantó körben fejtett ki szervező és felvilágosító munkát. Till József mecsekszabolcsi sejtvezetővel került kapcsolatba. Együtt terjesztették az Új Március, Új Előre, Sarló és Kalapács illegális sajtó termékeket. 1932 júliusában Monostorpályiban lakó József Ferenccel vette fel az illegális összeköttetést. Az eszperantó levelezés útján Dombóvár, Budapest, Pesterzsébet, Kaposvár valamint baranyai helységekben lakó eszperantistákkal volt kapcsolata.”

### Tolna Megyei Népújság
- Tolna Megyei Népújság – Boda Ferenc:  MI DEZIRAS BONAN TAGON: Jó napot kívánok. library.hungaricana.hu (magyarul) (1962/06/14/)   5. o.  (Hozzáférés: 2022/01/17/)  „Hogy milyen nyelven van ez írva? Ismeretlen? Európában nem ismernek olyan népet, amelyiknek ez a nyelve? Ez meglehet. De azért ugye, egy kicsit ismerős is, úgy tűnik, mintha több nyelv jellegzetességei keverednének benne? Igen, és máris helyben vagyunk.”
- Tolna Megyei Népújság:  Megalakult a Babits Mihály Eszperantó Csoport. library.hungaricana.hu (magyarul) (1968. március 10.)   12. o.  (Hozzáférés: 2022. január 18.)  „Március 9-én megalakult Szekszárdon a közalkalmazottak klubjában a Babits Mihály eszperantó csoport. A bensőséges ünnepségen részt vettek a Babits Mihály úttörő- csapat úttörői is, akik az eszperantó himnusz hangjai mellett vonultak be. Örsi zászlajukat már az eszperantó jelvény díszítette, és köszöntőjük is eszperantóul hangzott ed.”
- Tolna Megyei Népújság – László Ibolya:  Önkéntes követség: Eszperantisták a barátságért és békéért. library.hungaricana.hu (magyarul) (1968. november 21.)   3. o.  (Hozzáférés: 2022. január 21.)  „Harminc évvel ezelőtt, 1928-ban alakult meg Dombóvárott az első eszperantista csoport, illegálisan. Tagjai munkások voltak, zömmel vasutasok. A csoport összetétele miatt kényszerültek illegalitásba, mivel akkoriban a hivatalos körök nemhogy nem örültek a munkás-összejöveteleknek, nem is engedélyeztek olyan gyülekezést, amely alkalmat nyújtott a munkásság politikai összefogására.”
- Tolna Megyei Népújság:  HASZNOS EZ A NYELV. library.hungaricana.hu (magyarul) (1971/03/12/)  (Hozzáférés: 2022/01/17/)  „Az eszperantó nyelvet majd száz éve, 1887-ben alkotta meg L. Zamenhof lengyel orvos, a nemzetközi érintkezés megkönnyítésére és a népek közeledésének előmozdítására.”
- Tolna Megyei Népújság – Magyarszéki Endre:  Ötven éve eszperantista. library.hungaricana.hu (magyarul) (1979. március 9.)   5. o.  (Hozzáférés: 2022. január 18.)  „A felszabadulás előtti munkásmozgalomban különösen jelentős volt az a tevékenység, amelyet a munkásesz-perantisták végeztek abban a harcban, amely a tőkés rendszer ellen irányult.”
- Tolna Megyei Népújság – László Ibolya:  Szövetség a nyelvi sorompók ellen: Az eszperantó a demokrácia latinja. library.hungaricana.hu (magyarul) (1982/12/01/)  (Hozzáférés: 2022/01/17/)  „Az alcímként citált idézet Jean Jaurés-től származik. Idézhettem volna mást, másokat is, de meg se próbálom felsorolni, hogy az emberiség kultúrtörténetének nagyjai közül ki mindenki szólalt meg abban a világraszóló vitában, melyet a lengyel Ludvig Lazar Zamenhof szemorvos 15 év munkájával megalkotott mesterséges nyelve, az eszperantó megjelenése, majd fokozódó hódítása keltett 1887 nyarától. Az emberiség reményének zöld csillagával szimbolizált eszperantónak ma a földkerekségen 40 millió-, a nyelvet beszélő -híve van és hisz abban, hogy az eszperantó a béke, a barátság, a közeledés, az egymást megértés nyelve. „Kulcs, ami a világot nyitja”, mert egyszerű, könnyen megtanulható. Senkié, azaz mindenkié, akit bánt, hogy a világ dolgainak intézésében nyelvi sorompók gátolják.”
- Tolna Megyei Népújság – László Ibolya:  Három öreg két fiatal: Kongresszusra készülve. library.hungaricana.hu (magyarul) (1983. június 10.)   3. o.  (Hozzáférés: 2022. január 18.)  „Én meg Erzsinek köszönhetem, hogy eszperantista lettem. Nem akartam először, aztán csalogatására eljöttem néhányszor és maradtam. Most már el se tudnának kergetni...”
- Tolna Megyei Népújság – Decsi Kiss János:  Ketten a béke nyelvéről. library.hungaricana.hu (1984. december 30.)   4. o.  (Hozzáférés: 2022. január 18.)  „Készült egy jelentés az UNESCO megbízásából,amelyben helyet kapott a nyelvek szerepéről szóló fejezet is. E jelentés 3500 beszélt nyelvről tud és 500 olyanról, amelynek írása is van. Kétszázra teszi azon természetes nyelvek számát, amelyeknek írásos hagyományai vannak. Ezzel szemben a világon megjelenő nyomtatványok kétharmada mindössze öt nyelven, angolul, franciául, oroszul, spanyolul és németül jelenik meg. A nyelvek sokfélesége a világ nagy részének kommunikációjában az együk legfőbb érték és a legfőbb gond is.”
- Tolna Megyei Népújság – VARADY ZOLTÁN:  Az eszperantó mozgalom Tolna megyében. library.hungaricana.hu (magyarul) (1986. március 28.)   4. o.  (Hozzáférés: 2022. január 19.)  „Az utóbbi hetekben néhány apró újsághír adott tájékoztatást a megyei eszperantisták életének fontos mozzanatairól.”
- Tolna Megyei Népújság – Szeri Árpád:  Cxu vi paroles esperante?: Lengyel Pál emlékére. library.hungaricana.hu (magyarul) (1986. május 1.)   7. o.  (Hozzáférés: 2022. január 19.)  „A Tolna megyei eszperantó-mozgalomnak mély gyökerei vannak. Ezt tények bizonyítják. De ki ismeri ma már Lengyel Pál nevét? Néhány „beavatotton” kívül valószínűleg nem sokan. Pedig érdemes lenne megismerkedni, legalább nagyvonalakban életének azzal a szakaszával, amelyet városunkban töltött.”
- Tolna Megyei Népújság:  Száz éves az eszperantó. library.hungaricana.hu (magyarul) (1987/01/15/)   2. o.  (Hozzáférés: 2022/01/17/)  „Az idén ünnepük a földkerekség eszperantistái a világnyelv és a nemzetközi mozgalom megszületésének centenáriumát.”
- Tolna Megyei Népújság – CSURGÓ SÁNDOR:  Az együttműködés jegyében. library.hungaricana.hu. (magyarul) Tamási (1987. február 13.)   Címlap. o.  (Hozzáférés: 2022. január 19.)  „A közelmúltban a tamási szövetkezeti eszperantó csoport és a Béri Balogh Ádám Gimnázium vendége volt a világ számos országában ismert nyelvész professzor, dr. Jaki Ferenc, aki korábban már járt Tamásiban. Akkor sikeres kétnyelvű előadást tartott magyar és eszperantó nyelven Kínáról, ahol a magyar eszperantó mozgalom küldötteként vett részt a Pekingben megrendezett 71. eszperantó világkongresszuson. Legutóbb pedig Svédországban - meghívott előadóként - közép- és főiskolákban tartott előadásokat.”
- Tolna Megyei Népújság:  Eszperantó-kongresszus: Kádár János üdvözlőlevele a Magyar Eszperantó Szövetség Elnökségéhez. library.hungaricana.hu (magyarul) (1987. március 21.)   3. o.  (Hozzáférés: 2022. január 19.)  „Péntek délután az Országház kongresszusi termében ünnepélyes külsőségek között megnyitották a Magyar Eszperantó Szövetség 28. kongresszusát, amely háromnapos programmal kapcsolódik az eszperantó világmozgalom idei centenáriumának magyarországi megünnepléséhez.”

### Tolnai Népújság
- Tolnai Népújság:  Megyei körkép - Dombóvár és környéke: Második anyanyelvnek is megfelel. library.hungaricana.hu (magyarul) (1995/10/04/)   5. o.  (Hozzáférés: 2022/01/17/)  „Néhány héttel ezelőtt hangzott el a Mindent vagy semmit című televíziós vetélkedőben a következő kérdés: Ma is élő mesterséges nyelv. A megfejtés kiejtése, az eszperantó elhangzása után sok szív hevesebben vert, s gondolom nem csak Dombóváron - kezdi beszélgetésünket Nagy Zsolt dombóvári eszperantista, aki idén nyáron részt vett a Tamperében megrendezett Eszperantó Világkongresszuson. Vele beszélgettünk erről a nyelvről, s a dombóvári eszperantó mozgalomról.”
- Tolnai Népújság – V. Horváth Mária:  Dr. Németh József a Guinness Rekordok könyvében: Sakk-készlet - húszezer darabból. library.hungaricana.hu (magyarul) (1997/01/19/)   6. o.  (Hozzáférés: 2022. január 18.)  „Amikor beléptünk a tágas nappaliba, szemünk önkéntelenül körbejárt - volna. Ám egy másodperc alatt tekintetünk lecövekelt a fő helyre felállított sakk-készleten, amelynek táblája 83-szor 83 centi, s egy nyolcvan centi magas állványzaton állt. Rajta a 10-13 centi magas elegáns natúr illetve barna figurák, melyeket tartóssá téve lelakkoztak. A szekszárdi dr. Németh József - aki a Héliosz jogásza - máris belefogott a magyarázatba.”
- Tolnai Népújság – Nagy László:  Megyei körkép - Dombóvár és környéke: Kimaradt a városkönyvből. library.hungaricana.hu (magyarul) (1997/05/14/)   „„Kívánom, hogy legyen ez a Kalendárium, ha szerényen is, az emberi élet szebbé tételének, szellemi gyarapodásának, az ismeretek gyarapodásának eszköze.” Ezt Vidóczy László tanácselnök írta az 1985-86-os Dombóvári kalendárium köszöntőjében.”
- Tolnai Népújság – Glaub Róbert:  CD-ROM, eszperantó kiadvánnyal: Egy dombóvári fiatalember, Nagy Róbert is segített. library.hungaricana.hu (magyarul) (1998. szeptember 21.)   Címlap. o.  (Hozzáférés: 2022. január 18.)  „Az elmúlt század végén egy lengyel szemészorvos, Lázár Ludvig Zamenhof által kitalált mesterséges nyelvvel, az eszperantóval 13 éve ismerkedett meg a dombóvári Nagy Róbert. Két évvel ezelőtt elhatározta, hogy egy magasabb szintű nyelvvizsgát tesz. Ehhez pedig szüksége volt egy jó szótárra. Ám ezt nem is volt olyan könnyű megtalálnia.”
- Tolnai Népújság – szá:  Kongresszus a reménység nyelvén. library.hungaricana.hu (magyarul) (1999/08/19/)   3. o.  (Hozzáférés: 2022/01/17/)  „A mesterséges nyelvek legismertebbje kétségkívül az eszperantó: beszélői rendszeres időközönként nemzetközi összejöveteleken adnak egymásnak találkozót. Nemrég Veszprém volt a helyszíne annak az Eszperantó Ifjúsági Világkongresszusnak, amelyen Tolna megyét a szekszárdi Szép Attila képviselte.”
- Tolnai Népújság – Tulézi György:  Alapítvány tenné népszerűvé az eszperantót. library.hungaricana.hu (magyarul) (2006/09/20/)   2. o.  (Hozzáférés: 2022/01/18/)  „Az eszperantó nyelv népszerűsítéséért jött létre a Dél-Dunántúli Regionális Alapítvány. G. Nagy Róbert, a dombóvári székhelyű alapítvány kuratóriumi elnöke elmondta, Tolna, Somogy és Baranya megyében szeretnék népszerűsíteni a nyelvet.”
- Tolnai Népújság:  Pro eszperantó elismerés az áldozatos munkáért. library.hungaricana.hu (magyarul) (2012. február 4.)  (Hozzáférés: 2022. január 18.)  „G. Nagy Róbert többek között egy tanulmányt készített, amelyben a dombóvári eszperantó fejlődését kutatta, 2005-ben létrehozta a nyelvet támogató Dél-dunántúli Regionális Eszperantó Alapítványt.”
- Tolnai Népújság – eh:  Giesswein Sándor kapott emléktáblát: A tudós segédkezett a mesterséges nyelv népszerűsítésében. library.hungaricana.hu (magyarul) (2012/04/18/)  (Hozzáférés: 2022/01/18/)  „Az eszperantó nyelv megjelenésének 125. évfordulójára készült el Giesswein Sándor (1856–1923) emléktáblája, amelyet szombaton avattak fel a római katolikus temető ravatalozójának keleti homlokzatán. G. Nagy Róbert, a Dél-Dunántúli Regionális Eszperantó Alapítvány (DURA) elnöke elmondta, hogy a mesterséges nyelvet Lehman György, az első dombóvári eszperantista Giesswein Sándor segítségével honosította meg a városban.”
- Tolnai Népújság – Hanol Erzsébet:  Egy demokratikus nyelv: Dombóváron idén 90 éves a népszerűsítő mozgalom. library.hungaricana.hu (magyarul) (2013. április 17.)   4. o.  (Hozzáférés: 2022. január 18.)  „Tolna, Somogy és Baranya eszperantistáit fogja össze a dombóvári székhelyű Dél-Dunántúli Eszperantó Alapítvány. A mesterséges nyelvet népszerűsítő helyi mozgalom idén 90 éves.”
- Tolnai Népújság – H.E.:  Emléktáblát avattak a születésnapon. library.hungaricana.hu (magyarul) (2013. július 31.)   4. o.  (Hozzáférés: 2022. január 18.)  „Barátság emléktáblát avatott a Dél-Dunántúli Regionális Eszperantó Alapítvány pénteken a dombóvár-gunarasi Hotel Európa homlokzatán.”